# Tercera División de México 2017-18
La Temporada 2017-18 de la Tercera División de México fue el quincuagésimo octavo torneo de esta división.

## Formato de competencia[1]
Los 215 equipos se dividen por zonas geográficas quedando 13 grupos: uno de 8, uno de 13, uno de 14, dos de 16, uno de 17, Cuatro de 18, uno de 19 y dos de 20 equipos; cada grupo hace un calendario de juegos entre todos a doble visita recíproca, por cada juego se otorgan 3 puntos al vencedor, un punto por empate, 0 puntos por derrota, más un punto extra que se define en series de penales que se adjudica el ganador. Sin embargo, el sistema de clasificación de la liga le otorga una primacía al porcentaje, el cual se obtiene dividiendo los puntos obtenidos entre los partidos disputados a lo largo de la temporada, de esta forma si un equipo tiene menos unidades pero un mejor cociente finaliza en una mejor posición en la tabla.
Al finalizar la temporada 72 equipos clasifican a la fase final. En la primera fase, los 13 grupos de la división se dividen en dos zonas: la Zona 1 integrada por los 38 equipos clasificados de los grupos 1 al 7; mientras que la Zona 2 cuenta con 34 clubes procedentes de los grupos 8 al 13. Posteriormente, los equipos clasificados se dividen en subgrupos divididos de acuerdo con el porcentaje obtenido por cada equipo, en donde se determinará al ganador en partidos de ida y vuelta, en caso de empatar se determinará por penales, quedando 19 y 17 clasificados respectivamente.
A los 36 clasificados a la segunda fase serán añadidos los dos perdedores con mejor porcentaje, para dar un total de 38 clubes. 20 en la Zona 1 y 18 en la Zona 2, quedando 18 clubes (10 en la zona 1 y 9 en la 2, más el mejor perdedor). En la tercera fase se enfrentarán los 20 mejores equipos divididos en sus respectivos subgrupos, teniendo un total de 5 llaves por zona.
La cuarta fase constará de seis equipos por grupo, los cinco ganadores y el perdedor con el mejor porcentaje, quedando tres cuadros ganadores por agrupación. En la quinta etapa, los seis ganadores pasan a integrarse en una zona única, disputando tres llaves de eliminación. La etapa de semifinal constará de los tres cuadros vencedores de la quinta fase, siendo el conjunto con mejor clasificación en la tabla general el que tendrá su pase directo a la final, mientras que los otros dos equipos disputarán una serie para determinar al otro finalista. En la final se enfrentará el ganador de la semifinal y el mejor clasificado. El campeón de la temporada ascenderá a la Liga Premier, siendo acomodado en la Serie A o en la Serie B  de acuerdo con los reglamentos de la categoría superior.
En cuanto a equipos filiales, pueden disputar el título de filiales sin derecho de ascenso, estos califican 8 por torneo corto jugando solo cuartos de final, semifinal y final.
En cuanto al descenso no existe, cada equipo si no paga sus cuotas puede salir de la división aún en plena temporada, antes de cada torneo los equipos deben pagar su admisión a la división la cantidad de $34,800 pesos; y cubrir los requisitos de registro de 30 elementos por equipo (cada elemento paga alrededor de $2,000 pesos), se incluyen entrenadores (que pagan por separado su afiliación ante la FMF), también se pagan los balones de juego marca Voit exclusivamente que la F.M.F suministra, el arbitraje cada juego se paga, pero el gasto que corre por cuenta del equipo local y derecho de juego; en cuanto a multas cada club paga desde no presentarse a tiempo al partido, insultar al arbitraje, problemas que genere la afición, por cada amonestación y expulsión de los jugadores, grescas entre jugadores etc.
Los equipos que clasifican a Liguilla por el título deben pagar cuotas extras. Si algún equipo decide cambiar de nombre y sede debe pagar cuotas que ello genere, más su admisión, es por esta razón que cada año hay nuevos equipos y otros que dejan de competir repentinamente.
Si hay oportunidad, hay ascenso desde la Cuarta división, pero el equipo debe pagar sus cuotas.

### Ascensos y descensos
El equipo campeón del torneo tiene derecho a ascender a la Liga Premier de México, en donde será el organismo regulador de ese torneo el encargado de designar en cuál de las dos competiciones de la categoría participará el club. Anteriormente se otorgaban dos boletos de ascenso, el campeón ascendía a la Serie A y el subcampeón a la Serie B.
El descenso en la Tercera División no existe debido a que no hay categoría menor a esta en el sistema de ligas de la FMF. Por otro lado el descenso a la Tercera División está reservado para aquel club que culmine en la posición más baja de la tabla porcentual al finalizar el torneo de clausura de la Liga de Nuevos Talentos de la Segunda División.
A continuación se muestran los ascensos y descensos de la temporada 2017/18 :
| Pos.    | Descendido a la Tercera División de México |
| ------- | ------------------------------------------ |
| 45º LPA | FC Politécnico                             |
| 21º LNT | Alacranes Rojos de Apatzingán              |

| Pos. | Ascendido a la Serie A |
| ---- | ---------------------- |
| 1°   | Tecos                  |

| Pos.   | Ascendido a la Serie B                                |
| ------ | ----------------------------------------------------- |
| 2° G14 | Constructores de Gómez Palacio (equipo de expansión). |
| 2° G11 | Deportivo Cafessa (equipo de expansión).              |

## Equipos participantes[3]
En total 215 Clubes compiten en la temporada 2017-2018.
(*) Equipos que no cuentan con derecho al ascenso según la Federación Mexicana de Fútbol, ya sea por carecer de los recursos o infraestructura necesaria para el sostenimiento del club o son conjuntos filiales de otros que están compitiendo en categorías superiores. Existen otros clubes filiales que sí tienen la posibilidad de promocionar de categoría.

### Grupo I
Este grupo está compuesto por 14 equipos de los estados de Campeche, Chiapas, Quintana Roo, Tabasco y Yucatán.
| Equipo                       | Ciudad                              | Estadio                       | Capacidad | Club de afiliación     |
| ---------------------------- | ----------------------------------- | ----------------------------- | --------- | ---------------------- |
| Caimanes                     | Cancún, Quintana Roo                | Club Viany                    | 1 000     | -                      |
| Campeche FC Nueva Generación | Campeche, Campeche                  | La Muralla de Kin-ha          | 500       | -                      |
| Cantera Venados              | Mérida, Yucatán                     | Carlos Iturralde Rivero       | 15,087    | Venados FC             |
| Carmen FC (*)                | Ciudad del Carmen, Campeche         | UNACAR Campus Uno             | 3,000     | -                      |
| Chetumal                     | Chetumal, Quintana Roo              | 10 de abril                   | 5,000     | -                      |
| Corsarios                    | Campeche, Campeche                  | Universitario                 | 4,000     | -                      |
| Cozumel Tres Toños           | San Miguel de Cozumel, Quintana Roo | Unidad Deportiva Bicentenario | 1,000     | -                      |
| Delfines Márquez (*)         | Campeche, Campeche                  | Francisco Márquez Segovia     | 500       | -                      |
| Deportiva Venados            | Tamanché, Yucatán                   | Alonso Diego Molina           | 500       | -                      |
| Dragones de Tabasco (*)      | Villahermosa, Tabasco               | Olímpico de Villahermosa      | 5,000     | -                      |
| Felinos 48                   | Reforma, Chiapas                    | Sergio Lira Gallardo          | 600       | -                      |
| Interplaya "B"               | Playa del Carmen, Quintana Roo      | Unidad Deportiva Rivera Maya  | 800       | Inter Playa del Carmen |
| Pioneros Junior              | Cancún, Quintana Roo                | Cancún 86                     | 6,390     | Pioneros de Cancún     |
| Yalmakan "B"                 | Puerto Morelos, Quintana Roo        | Pescadores                    | 1,200     | Yalmakan FC            |

### Grupo II
Está integrado por 18 clubes procedentes de los estados de Puebla, San Luis Potosí, Tlaxcala y Veracruz.
| Equipo                          | Ciudad                             | Estadio                                       | Capacidad | Club de afiliación    |
| ------------------------------- | ---------------------------------- | --------------------------------------------- | --------- | --------------------- |
| Albinegros "B"                  | Orizaba, Veracruz                  | Socum                                         | 7,500     | Albinegros de Orizaba |
| Atlético Huejutla               | Huejutla, Hidalgo                  | Carlos Fayad                                  | 1,000     | -                     |
| Alpha                           | Puebla, Puebla                     | Club Alpha 3                                  | 600       | -                     |
| Chileros XL                     | Xalapa, Veracruz                   | Complejo Omega                                | 1,000     | -                     |
| Delfines UGM                    | Nogales, Veracruz                  | UGM Nogales                                   | 1,500     | -                     |
| Deportivo Camelia               | Zacatlán, Puebla                   | Morelos                                       | 1,000     | -                     |
| Héroes de Veracruz              | Puebla, Puebla                     | Centro Estatal del Deporte Mario Vázquez Raña | 800       | -                     |
| Lobos Chapultepec SAI           | Puebla, Puebla                     | Club Alpha 3                                  | 600       | -                     |
| Los Ángeles                     | Puebla, Puebla                     | Ex Hacienda San José Maravillas               | 500       | -                     |
| Los Olivos LMT                  | San Francisco Totimehuacán, Puebla | Complejo Deportivo Los Olivos                 | 1,000     | -                     |
| Poza Rica                       | Poza Rica, Veracruz                | Heriberto Jara Corona                         | 10,000    | -                     |
| Real Xalapa                     | Rafael Lucio, Veracruz             | Rosario M. Torres                             | 1,000     | -                     |
| Reales de Puebla                | Chachapa, Puebla                   | Unidad Deportiva Chachapa                     | 1,000     | -                     |
| SEP Puebla                      | Puebla, Puebla                     | Centro Estatal del Deporte Mario Vázquez Raña | 800       | -                     |
| Star Club                       | Santa Ana Nopalucan, Tlaxcala      | Unidad Deportiva Santa Ana Nopalucan          | 500       | -                     |
| Sultanes de Tamazunchale        | Tamazunchale, San Luis Potosí      | Deportivo Solidaridad                         | 1,650     | -                     |
| Tehuacán                        | Tehuacán, Puebla                   | Unidad Deportiva La Huizachera                | 1,000     | -                     |
| Universidad del Golfo de México | Orizaba, Veracruz                  | Universitario UGM                             | 1,500     | -                     |

### Grupo III
Lo conforman 16 equipos de los estados de Chiapas, Oaxaca y Veracruz.
| Equipo                       | Ciudad                    | Estadio                               | Capacidad | Club de afiliación |
| ---------------------------- | ------------------------- | ------------------------------------- | --------- | ------------------ |
| Atlético Boca del Río        | Boca del Río, Veracruz    | Unidad Deportiva Hugo Sánchez Márquez | 1,500     | -                  |
| Atlético Ixtepec             | Ciudad Ixtepec, Oaxaca    | Brena Torres                          | 1,000     | -                  |
| Caballeros de Córdoba        | Córdoba, Veracruz         | Rafael Murillo Vidal                  | 3 800     | -                  |
| Cafetaleros "B" (*)          | Tapachula, Chiapas        | Olímpico de Tapachula                 | 21,000    | Cafetaleros        |
| Conejos de Tuxtepec          | Tuxtepec, Oaxaca          | Ing. Guillermo Hernández Castro       | 4,000     | -                  |
| Córdoba FC                   | Córdoba, Veracruz         | Rafael Murillo Vidal                  | 3,800     | -                  |
| Cruz Azul Lagunas            | Lagunas, Oaxaca           | Cruz Azul                             | 1,000     | Cruz Azul          |
| Futcenter                    | Cintalapa, Chiapas        | Francisco Zabaleta Palacios           | 4,000     | -                  |
| Halcones Marinos de Veracruz | Boca del Río, Veracruz    | Unidad Deportiva Hugo Sánchez Márquez | 1,500     | -                  |
| Milenarios de Oaxaca         | Oaxaca, Oaxaca            | Deportivo Ramos                       | 1,000     | -                  |
| Piñeros de Loma Bonita       | Loma Bonita, Oaxaca       | 20 de Noviembre                       | 1,000     | -                  |
| Porteños FC                  | Salina Cruz, Oaxaca       | Heriberto Kehoe Vincent               | 2,000     | -                  |
| Real Pueblo Nuevo            | Tehuantepec, Oaxaca       | Unidad Deportiva Guiengola            | 5,000     | -                  |
| FC Sozca                     | Lerdo de Tejada, Veracruz | Miguel Seoane Lavin                   | 1,000     | -                  |
| TigrIllos Dorados MRCI       | Oaxaca, Oaxaca            | Tecnológico de Oaxaca                 | 14,950    | -                  |
| Toros Huatusco               | Huatusco, Veracruz        | Unidad Deportiva Centenario           | 1,000     | -                  |

### Grupo IV
Formado por 18 clubes con sede en la Zona metropolitana del valle de México.
| Equipo                             | Ciudad                                | Estadio                        | Capacidad | Club de afiliación |
| ---------------------------------- | ------------------------------------- | ------------------------------ | --------- | ------------------ |
| AEM                                | Cuautitlán Izcalli, Estado de México  | Hugo Sánchez                   | 2,500     | -                  |
| Águilas de Teotihuacán             | Teotihuacán, Estado de México         | Municipal Teotihuacán          | 1,200     | -                  |
| Álamos                             | Venustiano Carranza, Ciudad de México | M.M. Cd. Deportiva Campo No. 9 | 500       | -                  |
| Ángeles de la Ciudad               | Iztacalco, Ciudad de México           | Deportivo Rosario Iglesias     | 6,000     | -                  |
| Atlante "B" (*)                    | Tultitlán, Estado de México           | Nuevo Territorio Azulgrana     | 500       | Atlante            |
| Azules de la Sección 26            | Gustavo A. Madero, Ciudad de México   | Deportivo Francisco Zarco      | 300       | Pachuca            |
| Cafetaleros (Formafutintegral) (*) | Ixtapaluca, Estado de México          | Unidad Deportiva La Antorcha   | 2,300     | Cafetaleros        |
| Canamy FC                          | Xochimilco, Ciudad de México          | Valentín González              | 5,000     | Sporting Canamy    |
| Chivas SDC                         | Tultitlán, Estado de México           | Nou Camp 1                     | 1,000     | Guadalajara        |
| Halcones Zúñiga                    | Iztapalapa, Ciudad de México          | Hugo Sánchez Portugal          | 5,000     | -                  |
| Leopardos                          | Iztapalapa, Ciudad de México          | Leandro Valle                  | 1,500     | -                  |
| Marina                             | Xochimilco, Ciudad de México          | Valentín González              | 5,000     | -                  |
| Novillos Neza                      | Iztacalco, Ciudad de México           | M.M. Cd. Deportiva Campo No. 5 | 500       | -                  |
| Politécnico                        | Venustiano Carranza, Ciudad de México | Deportivo Eduardo Molina       | 2,500     | -                  |
| Proyecto Nuevo Chimalhuacán        | Chimalhuacán, Estado de México        | La Laguna                      | 2,000     | Nuevo Chimalhuacán |
| Pumas "C" (*)                      | Coyoacán, Ciudad de México            | La Cantera                     | 1,000     | UNAM               |
| San José del Arenal                | Chalco, Estado de México              | Arreola                        | 2,000     | -                  |
| Unión Magdalena Contreras          | Magdalena Contreras, Ciudad de México | Casa Popular                   | 1,000     | -                  |

### Grupo V
Formado por 17 clubes de la Ciudad de México y el Estado de México.
| Equipo                      | Ciudad                                | Estadio                             | Capacidad | Club de afiliación  |
| --------------------------- | ------------------------------------- | ----------------------------------- | --------- | ------------------- |
| Alebrijes de Oaxaca "B" (*) | Huixquilucan, Estado de México        | Alberto Pérez Navarro               | 3 000     | Alebrijes de Oaxaca |
| Cefor Chaco Giménez         | Nicolás Romero, Estado de México      | La Colmena                          | ND        | -                   |
| Deportivo Calimaya          | Calimaya, Estado de México            | Unidad Deportiva Emilio Chuayffet   | ND        | -                   |
| Deportivo Metepec           | Metepec, Estado de México             | Unidad Deportiva Alarcón Hisojo     | 500       | -                   |
| Diablos Valle de Bravo      | Metepec, Estado de México             | Instalaciones Club Deportivo Toluca | ND        | Toluca              |
| Escuela de Alto Rendimiento | Interlomas, Estado de México          | Universidad Anáhuac México Norte    | 300       | -                   |
| Estudiantes                 | Atlacomulco, Estado de México         | Ignacio Pichardo Pagaza             | 2 000     | -                   |
| Frailes Homape              | Xochimilco, Ciudad de México          | San Isidro                          | ND        | -                   |
| Fuerza Mazahua              | Ixtlahuaca, Estado de México          | Municipal de Ixtlahuaca             | 1 000     | -                   |
| Halcones de Rayón           | Santa María Rayón, Estado de México   | Unidad Deportiva Dionicio Cerón     | 1 800     | -                   |
| Histeria CDH                | Metepec, Estado de México             | Cancha Arqueros FC                  | ND        | -                   |
| Jilotepec                   | Jilotepec, Estado de México           | Carlos Hank González                | 700       | -                   |
| Leones de Lomar             | Iztacalco, Ciudad de México           | Deportivo San Pedro                 | 1 500     | -                   |
| Potros UAEM "B"             | Toluca, Estado de México              | Alberto "Chivo" Córdoba             | 32 603    | Potros UAEM         |
| Promotora Cuemanco          | Iztapalapa, Ciudad de México          | Deportivo Francisco I. Madero       | ND        | -                   |
| Santa Rosa                  | Venustiano Carranza, Ciudad de México | Deportivo Plutarco Elías Calles     | ND        | -                   |
| Tejupilco                   | Tejupilco, Estado de México           | Unidad Deportiva Tejupilco          | ND        | -                   |

### Grupo VI
Integrado por ocho equipos con sede en los estados de Guerrero y Morelos.
| Equipo              | Ciudad                   | Estadio                       | Capacidad | Club de afiliación |
| ------------------- | ------------------------ | ----------------------------- | --------- | ------------------ |
| Acapulco            | Acapulco, Guerrero       | Hugo Sánchez                  | 7 000     | -                  |
| Águilas de la UAGro | Chilpancingo, Guerrero   | Andrés Figueroa               | 2 000     | -                  |
| Atlético Cuernavaca | Cuernavaca, Morelos      | Mariano Matamoros             | 16 000    | -                  |
| Chilpancingo        | Chilpancingo, Guerrero   | David José García Evangelista | ND        | -                  |
| Iguala              | Iguala, Guerrero         | Unidad Deportiva de Iguala    | ND        | -                  |
| Jardón JFS Yautepec | Yautepec, Morelos        | Unidad Deportiva San Carlos   | 1 000     | -                  |
| Selva Cañera        | Emiliano Zapata, Morelos | General Emiliano Zapata       | 1 000     | Zacatepec          |
| Real Victoria       | Acapulco, Guerrero       | Unidad Deportiva Acapulco     | 13 000    |                    |

### Grupo VII
Conformado por 16 conjuntos repartidos en los estados de Hidalgo, México y Puebla.
| Equipo                           | Ciudad                        | Estadio                             | Capacidad | Club de afiliación |
| -------------------------------- | ----------------------------- | ----------------------------------- | --------- | ------------------ |
| Atlético San Juan de Aragón      | Tultitlán, Estado de México   | Deportivo Cartagena                 | 500       | -                  |
| Cefor Cuauhtémoc Blanco          | Huauchinango, Puebla          | Nido Águila Huauchinango            | 300       | -                  |
| CH Fútbol Club                   | Pachuca, Hidalgo              | Club Hidalguense                    | 600       |                    |
| Cuervos Blancos                  | Tolcayuca, Estado de México   | Los Pinos                           | 5,000     | -                  |
| Faraones de Texcoco              | Texcoco, Estado de México     | Claudio Suárez                      | 4,000     | -                  |
| Independiente Mexiquense         | Huehuetoca, Estado de México  | 12 de Mayo                          | 1,500     | -                  |
| Halcones del Valle del Mezquital | Teotihuacán, Estado de México | Deportivo Braulio Romero            | 1,200     | -                  |
| Hidalguense                      | Pachuca, Hidalgo              | Club Hidalguense                    | 600       | -                  |
| Pato Baeza FC                    | Texcoco, Estado de México     | Centro de Fútbol Alberto Pato Baeza | 1,000     | -                  |
| Promodep Central                 | Cuautitlán, Estado de México  | Los Pinos                           | 5,000     | -                  |
| Santiago Tulantepec              | Tulancingo, Hidalgo           | Primero de Mayo                     | 2,500     | -                  |
| Sk Street Soccer                 | Tulancingo, Hidalgo           | Unidad Deportiva Javier Rojo Gómez  | 2,000     | -                  |
| Texcoco                          | Papalotla, Estado de México   | Unidad Deportiva Silverio Pérez     | 1,000     | -                  |
| Tuzos Pachuca "C"                | San Agustín Tlaxiaca, Hidalgo | Universidad del Fútbol              | 1,000     | Pachuca            |
| Unión Acolman                    | Tepexpan, Estado de México    | San Carlos Tepexpan                 | 1,200     | -                  |
| Universidad del Fútbol (*)       | San Agustín Tlaxiaca, Hidalgo | Universidad del Fútbol              | 1,000     | Pachuca            |

### Grupo VIII
Lo integran 19 equipos de los estados de Guanajuato, Guerrero, Michoacán y Querétaro.
| Equipo                            | Ciudad                            | Estadio                               | Capacidad | Club de afiliación |
| --------------------------------- | --------------------------------- | ------------------------------------- | --------- | ------------------ |
| Atlético Tonalá                   | Comonfort, Guanajuato             | Complejo Deportivo Brígido Vargas     | 1,000     | -                  |
| Atlético Valladolid               | Morelia, Michoacán                | Venustiano Carranza                   | 22,000    | -                  |
| Brujos de Juventino Rosas         | Juventino Rosas, Guanajuato       | Unidad Deportiva Sur                  | 1,000     | -                  |
| Celaya "C" (*)                    | Celaya, Guanajuato                | Unidad Deportiva Oriente Villagrán    | 500       | Celaya FC          |
| Cocodrilos FC Lázaro Cárdenas     | Lázaro Cárdenas, Michoacán        | Club Pacífico                         | 2,500     | -                  |
| Delfines de Abasolo               | Abasolo, Guanajuato               | Municipal Abasolo                     | 2,000     | -                  |
| Iguanas FC                        | Zihuatanejo, Guerrero             | Unidad Deportiva Zihuatanejo          | 1,000     | -                  |
| Jaral del Progreso                | Valle de Santiago, Guanajuato     | Camémbaro                             | 1,000     | -                  |
| 'La Piedad "B"'                   | La Piedad, Michoacán              | Juan N. López                         | 13,356    | La Piedad          |
| Libertadores FC                   | Santa Catarina, Guanajuato        | Unidad Deportiva Santa Catarina       | 1,000     | -                  |
| Monarcas Zacapu                   | Zacapu, Michoacán                 | Municipal Zacapu                      | 2,500     | Monarcas Morelia   |
| Originales Aguacateros de Uruapan | Uruapan, Michoacán                | Unidad Deportiva Hermanos López Rayón | 4,000     | -                  |
| Querétaro 3ra MX                  | Santa Rosa de Jáuregui, Querétaro | Parque Bicentenario                   | 1,000     | -                  |
| Queseros de San José              | San José de Gracia, Michoacán     | Juanito Chávez                        | 1,000     | -                  |
| Real Querétaro                    | Huimilpan, Querétaro              | P.M. Emilio Butragueño                | 1,000     | -                  |
| Sahuayo "B"                       | Sahuayo, Michoacán                | Unidad Deportiva Municipal            | 1,000     | Sahuayo            |
| Salamanca FC                      | Salamanca, Guanajuato             | El Molinito                           | 2,500     | -                  |
| San Juan del Río                  | Querétaro, Querétaro              | Unidad Deportiva Colorado             | 1,000     | -                  |
| CDU Uruapan                       | Uruapan, Michoacán                | Unidad Deportiva Hermanos López Rayón | 4,000     | -                  |

### Grupo IX
En este grupo forman parte 20 clubes con sede en los estados de Aguascalientes, Guanajuato, Jalisco, San Luis Potosí y Zacatecas.
| Equipo                       | Ciudad                               | Estadio                                            | Capacidad      | Club de afiliación   |
| ---------------------------- | ------------------------------------ | -------------------------------------------------- | -------------- | -------------------- |
| Alcaldes de Lagos            | Purísima del Rincón, Guanajuato      | Unidad Deportiva Independencia                     | 2 000          | -                    |
| Armadillos de Ébano          | Ébano, San Luis Potosí               | Instituto Tecnológico Superior de Ébano            | ND             | -                    |
| Atlético de San Luis "B"     | San Luis Potosí, San Luis Potosí     | Unidad Deportiva La Presa / Alfonso Lastras        | 2 000 / 25 111 | Atlético de San Luis |
| Atlético ECCA                | León, Guanajuato                     | CODE Las Joyas                                     | ND             | -                    |
| Atlético Leonés              | Ojuelos, Jalisco                     | Unidad Deportiva Ojuelos                           | 1 000          | -                    |
| Atlético Ojocaliente         | Ojocaliente, Zacatecas               | Unidad Deportiva Ojocaliente                       | 1 000          | -                    |
| Atlético San Francisco       | San Francisco del Rincón, Guanajuato | Domingo Velázquez                                  | 11 500         | -                    |
| Cabezas Rojas                | León, Guanajuato                     | Unidad Deportiva Enrique Fernández Martínez        | 1 000          | -                    |
| Frailes de Jérez             | Jerez, Zacatecas                     | Unidad Deportiva de Jerez                          | 1 000          | -                    |
| León Independiente           | León, Guanajuato                     | Unidad Deportiva Purísima del Rincón               | 2 000          | -                    |
| Mineros de Fresnillo "B"     | Fresnillo, Zacatecas                 | Unidad Deportiva Minera Fresnillo                  | 2 500          | Mineros de Fresnillo |
| Mineros de Zacatecas "C" (*) | Guadalupe, Zacatecas                 | Unidad Deportiva Guadalupe                         | 500            | Mineros de Zacatecas |
| Real Aguascalientes          | Aguascalientes, Aguascalientes       | Centro Deportivo Ferrocarrilero Las Tres Centurias | 600            | -                    |
| Real Magarí                  | Lagos de Moreno, Jalisco             | Somnus F.C.                                        | 2 000          | -                    |
| Real Olmeca Colotlán         | Colotlán, Jalisco                    | Centenario de la Constitución Mexicana             | 2 000          | -                    |
| Tancredi Affa FC             | Aguascalientes, Aguascalientes       | Centro Deportivo Ferrocarrilero Las Tres Centurias | 600            | -                    |
| Tlajomulco                   | Tlajomulco de Zúñiga, Jalisco        | Unidad Deportiva Norte                             | ND             | -                    |
| UAZ "B"                      | Zacatecas, Zacatecas                 | Universitario Unidad Deportiva Norte               | 5 000          | UAZ                  |
| U. de G. Lagos de Moreno (*) | Lagos de Moreno, Jalisco             | Chava Reyes                                        | 2 500          | Leones Negros        |
| Unión León                   | León, Guanajuato                     | Club Empress                                       | ND             | -                    |

### Grupo X
Grupo integrado por 20 conjuntos procedentes de los estados de Colima y Jalisco.
| Equipo                            | Ciudad                         | Estadio                                    | Capacidad | Club de afiliación |
| --------------------------------- | ------------------------------ | ------------------------------------------ | --------- | ------------------ |
| Acatlán                           | Acatlán, Jalisco               | Club Juárez                                | 1 500     |                    |
| Atlético Tecomán                  | Tecomán, Colima                | Víctor Sevilla Torres                      | 2 000     | -                  |
| Aves Blancas de Jalisco           | Tepatitlán de Morelos, Jalisco | Corredor Industrial                        | 1 200     | -                  |
| Cafessa "B"                       | Tlajomulco de Zúñiga, Jalisco  | Unidad Deportiva Mariano Otero             | 3 000     | Cafessa            |
| CEFO-ALR (*)                      | Zapopan, Jalisco               | Tres de Marzo                              | 30 000    | Tecos FC           |
| Chapala                           | Chapala, Jalisco               | Municipal Juan Rayo                        | 1 000     | -                  |
| Deportivo Salcido                 | Ocotlán, Jalisco               | Complejo Deportivo Salcido                 | ND        | -                  |
| Escuela de Fútbol Chivas (*)      | Zapopan, Jalisco               | Chivas Verde Valle                         | 800       | Guadalajara        |
| Autlán F.C.                       | Autlán de Navarro, Jalisco     | Unidad Deportiva Chapultepec               | 1 500     | -                  |
| Leones Negros "C" (*)             | Guadalajara, Jalisco           | La Primavera U. de G.                      | 3 000     | Leones Negros      |
| Lobos de Zacoalco                 | Zacoalco de Torres, Jalisco    | Campo Uribe Valencia                       | ND        | -                  |
| Nuevos Valores de Ocotlán (*) (1) | Ocotlán, Jalisco               | Municipal Benito Juárez                    | 1 500     | Leones Negros      |
| CD Oro                            | Zapopan, Jalisco               | Unidad Deportiva Ángel "El Zapopan" Romero | 3 000     | -                  |
| Palmeros FC                       | Colima, Colima                 | Colima                                     | 12 000    | -                  |
| Real Ánimas de Sayula             | Sayula, Jalisco                | Gustavo Díaz Ordaz                         | ND        | -                  |
| Tapatíos Soccer                   | Guadalajara, Jalisco           | Unidad Deportiva Cuauhtémoc                | ND        | River Plate        |
| Tepatitlán de Morelos "B"         | Tepatitlán de Morelos, Jalisco | Tepa Gómez                                 | 10 000    | Club Tepatitlán    |
| Tornados Tlaquepaque              | Tonalá, Jalisco                | San Andrés                                 | 2 500     | -                  |
| Valle del Grullo                  | Tequila, Jalisco               | Unidad Deportiva 24 de Enero               | ND        | -                  |
| Volcanes de Colima                | Manzanillo, Colima             | Unidad Deportiva 5 de Mayo                 | 3 000     | -                  |

### Grupo XI
Este grupo está conformado por 18 equipos de Jalisco, Nayarit y Sinaloa.
| Equipo                   | Ciudad                | Estadio                             | Capacidad | Club de afiliación |
| ------------------------ | --------------------- | ----------------------------------- | --------- | ------------------ |
| Águilas UAS              | Culiacán, Sinaloa     | Universitario UAS                   | 3 500     | -                  |
| Atlético Culiacán        | Costa Rica, Sinaloa   | Antonio Rosales                     | ND        | -                  |
| Camaroneros de Escuinapa | Escuinapa, Sinaloa    | Perla Camaronera                    | ND        | -                  |
| Cefor Nuevo México       | Nuevo México, Jalisco | Diablos Tesistán                    | ND        | -                  |
| CEFUT y Diseño           | Jocotepec, Jalisco    | Municipal de Jocotepec              | ND        | -                  |
| Diablos Azules           | Guasave, Sinaloa      | Guasave 89                          | 9 000     | -                  |
| Dorados "C" (*)          | Culiacán, Sinaloa     | Unidad Deportiva Sagarpa            | 1 000     | Dorados de Sinaloa |
| Gallos Viejos            | Zapopan, Jalisco      | Sindicato de Telefonistas Sección 2 | ND        | -                  |
| Gorilas de Juanacatlán   | Juanacatlán, Jalisco  | Club Juanacatlán                    | ND        | -                  |
| Guadalajara "C" (*)      | Guadalajara, Jalisco  | Chivas Verde Valle                  | 800       | Guadalajara        |
| Juventud Unida           | Guadalajara, Jalisco  | Deportivo Tlajomulco                | ND        | -                  |
| Mazorqueros de Zapotlán  | Zapotiltic, Jalisco   | El Llanito                          | 3 000     | -                  |
| Nacional Palmac          | Zapopan, Jalisco      | Club Imperio                        | 2 000     | -                  |
| Sufacen Tepic            | Tepic, Nayarit        | Sufacen Libramiento                 | 500       | -                  |
| Tecos "B" (*)            | Zapopan, Jalisco      | Tres de Marzo                       | 30 000    | Tecos FC           |
| Universidad Cuauhtémoc   | Zapopan, Jalisco      | Universidad Cuauhtémoc Guadalajara  | ND        | -                  |
| Vaqueros                 | Guadalajara, Jalisco  | Club Vaqueros Ixtlán C-1            | 1 500     | -                  |
| Xalisco                  | Xalisco, Nayarit      | Unidad Deportiva Landereñas         | 500       | -                  |

### Grupo XII
Grupo integrado por 18 clubes de Coahuila, Nuevo León y Tamaulipas.
| Equipo                   | Ciudad                               | Estadio                        | Capacidad | Club de afiliación     |
| ------------------------ | ------------------------------------ | ------------------------------ | --------- | ---------------------- |
| Atlético Allende         | Piedras Negras, Coahuila             | Sección 123                    | 6 000     | -                      |
| Atlético Altamira        | Altamira, Tamaulipas                 | Lázaro Cárdenas                | 2 500     | -                      |
| Atlético UEFA            | Santiago, Nuevo León                 | El Barrial                     | 2 000     | FC Dallas              |
| Bravos                   | Nuevo Laredo, Tamaulipas             | Unidad Deportiva Benito Juárez | 5 000     | -                      |
| Bucaneros de Matamoros   | Matamoros, Tamaulipas                | Pedro Salazar Maldonado        | 3 000     | -                      |
| Cadereyta (*)            | Cadereyta, Nuevo León                | Alfonso Martínez Domínguez     | ND        | -                      |
| Celestes F.C.            | Tampico, Tamaulipas                  | Unidad Deportiva Tampico       | 1 500     | -                      |
| Cinco Estrellas 2        | Monterrey, Nuevo León                | Unidad Deportiva Talaverna     | 5 000     | -                      |
| Correcaminos UAT "C" (*) | Ciudad Victoria, Tamaulipas          | Eugenio Alvizo Porras          | 10 000    | Correcaminos de la UAT |
| Gavilanes "B"            | Matamoros, Tamaulipas                | Pedro Salazar Maldonado        | 3 000     | Gavilanes de Matamoros |
| Halcones (Saltillo)      | Saltillo, Coahuila                   | Olímpico Francisco I. Madero   | 7 000     | -                      |
| Intocables FC            | Monterrey, Nuevo León                | Polideportivo Tigres           | ND        | -                      |
| Leones Blancos           | San Fernando, Tamaulipas             | Manuel Cavazos Lerma           | ND        | -                      |
| Plateados de Cerro Azul  | Guadalupe, Nuevo León                | Deportivo Bancario             | ND        | -                      |
| Saltillo Soccer          | Saltillo, Coahuila                   | Olímpico Francisco I. Madero   | 7 000     | -                      |
| San Nicolás              | San Nicolás de los Garza, Nuevo León | Unidad Deportiva Oriente       | ND        | -                      |
| Tigres SD (*)            | Zuazua, Nuevo León                   | La Cueva                       | 700       | Tigres UANL            |
| Troyanos UDEM            | San Pedro Garza García, Nuevo León   | Universidad de Monterrey       | 1 000     | -                      |

### Grupo XIII
Grupo integrado por 13 equipos de los estados de Chihuahua, Coahuila, Durango y Sonora.
| Equipo                            | Ciudad                              | Estadio                            | Capacidad | Club de afiliación     |
| --------------------------------- | ----------------------------------- | ---------------------------------- | --------- | ---------------------- |
| Chinarras de Aldama               | Aldama, Chihuahua                   | Ciudad Deportiva Chihuahua         | 4 000     | -                      |
| Cimarrones "C" (*)                | Hermosillo, Sonora                  | Miguel Castro Servín               | 7 000     | Cimarrones de Sonora   |
| Cobras Futbol Premier             | Ciudad Juárez, Chihuahua            | Parque Oriente                     | 2 200     | -                      |
| Dorados UACH "B" (*)              | Chihuahua, Chihuahua                | Estadio Olímpico (UACH)            | 22 000    | Dorados UACH           |
| Durango "B" (*)                   | Durango, Durango                    | Francisco Zarco                    | 18 000    | Durango                |
| Héroes                            | Caborca, Sonora                     | Fidencio Hernández                 | 3 000     | -                      |
| FC Juárez "B" (*)                 | Ciudad Juárez, Chihuahua            | Complejo de Entrenamiento Bravo    | ND        | FC Juárez              |
| La Tribu de Ciudad Juárez         | Ciudad Juárez, Chihuahua            | Complejo Deportivo La Tribu        | ND        |                        |
| Mazorqueros de Guadalupe Victoria | Guadalupe Victoria, Durango         | Municipal Guadalupe Victoira       | 3 000     |                        |
| Soles de Ciudad Juárez            | Ciudad Juárez, Chihuahua            | 20 de Noviembre                    | 2 200     | -                      |
| Tiburones de Puerto Peñasco       | Puerto Peñasco, Sonora              | Arturo Bravo Herrera               | 3 000     | -                      |
| CF Victoria (*)                   | San Pedro de las Colonias, Coahuila | Unidad Deportiva Benito Juárez     | 1 500     | Calor de Gómez Palacio |
| Xoloitzcuintles "C" (*)           | Hermosillo, Sonora                  | Cancha Aarón Gamal Aguirre Fimbres | ND        | Tijuana                |

## Tablas Generales
Fecha de actualización: 22 de abril de 2018

### Grupo I
| Pos. | Equipos                      | PJ | PG | PE | PP | GF | GC | Dif. | Pts. | Pe | Por  |
| ---- | ---------------------------- | -- | -- | -- | -- | -- | -- | ---- | ---- | -- | ---- |
| 1.   | Deportiva Venados            | 26 | 18 | 2  | 6  | 60 | 27 | 33   | 58   | 2  | 2.23 |
| 2.   | Caimanes Cancún              | 26 | 16 | 6  | 4  | 40 | 20 | 20   | 58   | 4  | 2.23 |
| 3.   | Campeche FC Nueva Generación | 26 | 17 | 4  | 5  | 47 | 27 | 20   | 56   | 1  | 2.15 |
| 4.   | Cantera Venados              | 26 | 13 | 8  | 5  | 46 | 25 | 21   | 49   | 2  | 1.88 |
| 5.   | Interplaya "B"               | 26 | 12 | 8  | 6  | 43 | 30 | 13   | 48   | 4  | 1.84 |
| 6.   | Cozumel Tres Toños           | 26 | 10 | 8  | 8  | 54 | 30 | 24   | 42   | 4  | 1.61 |
| 7.   | Felinos 48                   | 26 | 11 | 4  | 11 | 43 | 44 | -1   | 39   | 2  | 1.5  |
| 8.   | Pioneros Junior              | 26 | 8  | 9  | 9  | 37 | 38 | -1   | 39   | 6  | 1.5  |
| 9.   | Yalmakan "B"                 | 26 | 9  | 7  | 10 | 29 | 24 | 5    | 38   | 4  | 1.46 |
| 10.  | Chetumal                     | 26 | 11 | 3  | 12 | 37 | 33 | 4    | 37   | 1  | 1.42 |
| 11.  | Corsarios                    | 26 | 7  | 7  | 12 | 36 | 40 | -4   | 30   | 2  | 1.15 |
| 12.  | Carmen F.C.                  | 26 | 5  | 8  | 13 | 27 | 46 | -19  | 28   | 5  | 1.07 |
| 13.  | Dragones de Tabasco          | 26 | 4  | 4  | 18 | 17 | 58 | -41  | 19   | 3  | 0.73 |
| 14.  | Delfines Márquez             | 26 | 1  | 2  | 23 | 21 | 95 | -74  | 5    | 0  | 0.19 |

Nota: La cantidad de equipos clasificados a la fase final puede variar dependiendo del número de equipos por grupo. Los equipos pueden no clasificar por incumplimiento a reglamento o falta de pagos.
|  | Clasificado para la Fase Final Etapa 1 como líder de grupo. |
|  | Clasificado para la Fase Final Etapa 1.                     |
|  | Clasificado para la Liguilla de Filiales.                   |
|  | Último de Grupo.                                            |

### Grupo II
| Pos. | Equipos                         | PJ | PG | PE | PP | GF | GC  | Dif. | Pts. | Pe | Por  |
| ---- | ------------------------------- | -- | -- | -- | -- | -- | --- | ---- | ---- | -- | ---- |
| 1.   | Albinegros                      | 34 | 22 | 7  | 5  | 96 | 31  | 65   | 76   | 3  | 2.23 |
| 2.   | Sultanes de Tamazunchale        | 34 | 24 | 2  | 8  | 80 | 37  | 43   | 76   | 2  | 2.23 |
| 3.   | Universidad del Golfo de México | 34 | 21 | 7  | 6  | 78 | 26  | 52   | 73   | 3  | 2.14 |
| 4.   | Alpha                           | 34 | 19 | 9  | 6  | 81 | 42  | 39   | 73   | 7  | 2.14 |
| 5.   | Delfines UGM                    | 34 | 20 | 7  | 7  | 77 | 34  | 43   | 72   | 5  | 2.11 |
| 6.   | Poza Rica                       | 34 | 18 | 8  | 8  | 87 | 55  | 32   | 67   | 5  | 1.97 |
| 7.   | Real Xalapa                     | 34 | 17 | 7  | 10 | 67 | 54  | 13   | 60   | 2  | 1.76 |
| 8.   | SEP Puebla                      | 34 | 14 | 9  | 11 | 57 | 52  | 5    | 52   | 1  | 1.52 |
| 9.   | Lobos Chapultepec SAI           | 34 | 11 | 12 | 11 | 58 | 48  | 10   | 51   | 6  | 1.5  |
| 10.  | Deportivo Camelia               | 34 | 12 | 11 | 11 | 61 | 58  | 3    | 51   | 4  | 1.5  |
| 11.  | Los Ángeles                     | 34 | 12 | 8  | 14 | 66 | 56  | 10   | 48   | 4  | 1.41 |
| 12.  | Star Club                       | 34 | 10 | 5  | 19 | 58 | 77  | -19  | 39   | 4  | 1.14 |
| 13.  | Tehuacán                        | 34 | 9  | 9  | 16 | 37 | 60  | -23  | 38   | 2  | 1.11 |
| 14.  | Reales de Puebla                | 34 | 10 | 5  | 19 | 74 | 103 | -29  | 38   | 3  | 1.11 |
| 15.  | Héroes de Veracruz              | 34 | 7  | 5  | 22 | 43 | 104 | -61  | 30   | 4  | 0.88 |
| 16.  | Atlético Huejutla               | 34 | 6  | 5  | 23 | 26 | 90  | -64  | 26   | 3  | 0.76 |
| 17.  | Chileros XL                     | 34 | 6  | 5  | 23 | 30 | 93  | -63  | 24   | 1  | 0.70 |
| 18.  | Los Olivos LMT                  | 34 | 5  | 5  | 24 | 44 | 100 | -56  | 23   | 3  | 0.67 |

Nota: La cantidad de equipos clasificados a la fase final puede variar dependiendo del número de equipos por grupo. Los equipos pueden no clasificar por incumplimiento a reglamento o falta de pagos.
|  | Clasificado para la Fase Final Etapa 1 como líder de grupo. |
|  | Clasificado para la Fase Final Etapa 1.                     |
|  | Clasificado para la Liguilla de Filiales.                   |
|  | Último de Grupo.                                            |

### Grupo III
| Pos. | Equipos                      | PJ | PG | PE | PP | GF | GC | Dif. | Pts. | Pe | Por  |
| ---- | ---------------------------- | -- | -- | -- | -- | -- | -- | ---- | ---- | -- | ---- |
| 1.   | Tigrillos Dorados MRCI       | 30 | 20 | 10 | 0  | 62 | 22 | 40   | 74   | 4  | 2.46 |
| 2.   | Córdoba FC                   | 30 | 21 | 4  | 5  | 53 | 24 | 29   | 70   | 3  | 2.33 |
| 3.   | Caballeros de Córdoba        | 30 | 18 | 6  | 6  | 42 | 26 | 16   | 65   | 5  | 2.16 |
| 4.   | Futcenter                    | 30 | 15 | 9  | 6  | 63 | 25 | 38   | 61   | 7  | 2.03 |
| 5.   | Cruz Azul Lagunas            | 30 | 15 | 10 | 5  | 57 | 33 | 24   | 58   | 3  | 1.93 |
| 6.   | Atlético Boca del Río        | 30 | 13 | 8  | 9  | 46 | 44 | 2    | 51   | 4  | 1.7  |
| 7.   | Conejos de Tuxtepec          | 30 | 12 | 9  | 9  | 67 | 43 | 24   | 48   | 3  | 1.6  |
| 8.   | Cafetaleros "B"              | 30 | 11 | 8  | 11 | 52 | 43 | 9    | 46   | 5  | 1.53 |
| 9.   | FC Sozca                     | 30 | 13 | 4  | 13 | 51 | 41 | 10   | 44   | 1  | 1.46 |
| 10.  | Toros Huatusco               | 30 | 8  | 12 | 10 | 44 | 49 | -5   | 40   | 4  | 1.33 |
| 11.  | Porteños FC                  | 30 | 6  | 13 | 11 | 31 | 41 | -10  | 40   | 9  | 1.33 |
| 12.  | Milenarios de Oaxaca         | 30 | 6  | 9  | 15 | 33 | 56 | -23  | 30   | 3  | 1    |
| 13.  | Atlético Ixtepec             | 30 | 7  | 5  | 18 | 28 | 54 | -26  | 30   | 4  | 1    |
| 14.  | Halcones Marinos de Veracruz | 30 | 4  | 8  | 18 | 34 | 67 | -33  | 23   | 3  | 0.76 |
| 15.  | Real Pueblo Nuevo            | 30 | 5  | 5  | 20 | 30 | 78 | -48  | 22   | 2  | 0.73 |
| 16.  | Piñeros de Loma Bonita       | 30 | 3  | 6  | 21 | 18 | 65 | -47  | 17   | 2  | 0.56 |

Nota: La cantidad de equipos clasificados a la fase final puede variar dependiendo del número de equipos por grupo. Los equipos pueden no clasificar por incumplimiento a reglamento o falta de pagos.
|  | Clasificado para la Fase Final Etapa 1 como líder de grupo. |
|  | Clasificado para la Fase Final Etapa 1.                     |
|  | Clasificado para la Liguilla de Filiales.                   |
|  | Último de Grupo.                                            |

### Grupo IV
| Pos. | Equipos                        | PJ | PG | PE | PP | GF  | GC  | Dif. | Pts. | Pe | Por  |
| ---- | ------------------------------ | -- | -- | -- | -- | --- | --- | ---- | ---- | -- | ---- |
| 1.   | Marina                         | 34 | 28 | 5  | 1  | 92  | 13  | 79   | 92   | 3  | 2.70 |
| 2.   | Canamy FC                      | 34 | 27 | 3  | 4  | 121 | 30  | 91   | 85   | 1  | 2.5  |
| 3.   | Pumas "C"                      | 34 | 20 | 8  | 6  | 74  | 25  | 49   | 74   | 6  | 2.17 |
| 4.   | AEM                            | 34 | 20 | 7  | 7  | 58  | 22  | 36   | 71   | 4  | 2.08 |
| 5.   | Ángeles de la Ciudad           | 34 | 18 | 9  | 7  | 61  | 39  | 22   | 65   | 2  | 1.91 |
| 6.   | Proyecto Nuevo Chimalhuacán    | 34 | 16 | 8  | 10 | 46  | 37  | 9    | 61   | 5  | 1.79 |
| 7.   | Azules de la Sección 26        | 34 | 15 | 8  | 11 | 68  | 51  | 17   | 59   | 6  | 1.73 |
| 8.   | Unión Magdalena Contreras      | 34 | 16 | 6  | 12 | 58  | 33  | 25   | 56   | 2  | 1.64 |
| 9.   | Atlante "B"                    | 34 | 14 | 11 | 9  | 66  | 49  | 17   | 56   | 3  | 1.64 |
| 10.  | Cafetaleros (Formafutintegral) | 34 | 14 | 6  | 14 | 61  | 44  | 17   | 52   | 4  | 1.52 |
| 11.  | San José del Arenal            | 34 | 14 | 6  | 14 | 58  | 54  | 4    | 49   | 1  | 1.44 |
| 12.  | Chivas SDC                     | 34 | 9  | 7  | 18 | 42  | 60  | -18  | 39   | 5  | 1.14 |
| 13.  | Leopardos                      | 34 | 7  | 9  | 18 | 36  | 63  | -27  | 36   | 6  | 1.05 |
| 14.  | Álamos                         | 34 | 8  | 8  | 18 | 28  | 72  | -44  | 35   | 3  | 1.02 |
| 15.  | FC Politécnico                 | 34 | 6  | 10 | 18 | 23  | 62  | -39  | 33   | 5  | 0.97 |
| 16.  | Águilas de Teotihuacán         | 34 | 7  | 8  | 19 | 38  | 57  | -19  | 32   | 3  | 0.94 |
| 17.  | Halcones Zúñiga                | 34 | 3  | 3  | 28 | 14  | 117 | -103 | 14   | 2  | 0.41 |
| 18.  | Novillos Neza                  | 34 | 1  | 4  | 29 | 15  | 131 | -116 | 8    | 1  | 0.23 |

Nota: La cantidad de equipos clasificados a la fase final puede variar dependiendo del número de equipos por grupo. Los equipos pueden no clasificar por incumplimiento a reglamento o falta de pagos.
|  | Clasificado para la Fase Final Etapa 1 como líder de grupo. |
|  | Clasificado para la Fase Final Etapa 1.                     |
|  | Clasificado para la Liguilla de Filiales.                   |
|  | Último de Grupo.                                            |

### Grupo V
| Pos. | Equipos                     | PJ | PG | PE | PP | GF | GC | Dif. | Pts. | Pe | Por  |
| ---- | --------------------------- | -- | -- | -- | -- | -- | -- | ---- | ---- | -- | ---- |
| 1.   | Diablos Valle de Bravo      | 32 | 22 | 6  | 4  | 61 | 17 | 44   | 77   | 5  | 2.40 |
| 2.   | Potros UAEM "B"             | 32 | 19 | 11 | 2  | 84 | 16 | 68   | 74   | 6  | 2.31 |
| 3.   | Alebrijes de Oaxaca "B"     | 32 | 19 | 9  | 4  | 56 | 24 | 32   | 72   | 6  | 2.25 |
| 4.   | Fuerza Mazahua              | 32 | 16 | 10 | 6  | 46 | 16 | 30   | 63   | 5  | 1.96 |
| 5.   | Deportivo Metepec           | 32 | 16 | 7  | 9  | 59 | 33 | 26   | 60   | 5  | 1.87 |
| 6.   | Tejupilco                   | 32 | 16 | 6  | 10 | 50 | 38 | 12   | 58   | 4  | 1.81 |
| 7.   | Halcones de Rayón           | 32 | 11 | 14 | 7  | 33 | 23 | 10   | 55   | 8  | 1.71 |
| 8.   | Histeria CDH                | 32 | 14 | 7  | 11 | 47 | 33 | 14   | 54   | 5  | 1.68 |
| 9.   | Estudiantes                 | 32 | 14 | 8  | 10 | 44 | 34 | 10   | 52   | 2  | 1.62 |
| 10.  | Escuela de Alto Rendimiento | 32 | 14 | 6  | 12 | 44 | 36 | 8    | 48   | 0  | 1.5  |
| 11   | Jilotepec                   | 32 | 11 | 10 | 11 | 38 | 39 | -1   | 46   | 3  | 1.43 |
| 12.  | Deportivo Calimaya          | 32 | 8  | 10 | 14 | 31 | 41 | -10  | 39   | 5  | 1.21 |
| 13.  | Santa Rosa                  | 32 | 4  | 10 | 18 | 27 | 56 | -29  | 27   | 5  | 0.84 |
| 14.  | Frailes Homape              | 32 | 6  | 6  | 20 | 27 | 75 | -48  | 26   | 2  | 0.81 |
| 15.  | Promotora Cuemanco          | 32 | 5  | 8  | 19 | 29 | 69 | -40  | 25   | 2  | 0.78 |
| 16.  | Cefor Chaco Giménez         | 32 | 7  | 2  | 23 | 23 | 73 | -50  | 25   | 2  | 0.78 |
| 17.  | Leones de Lomar             | 32 | 3  | 4  | 25 | 21 | 97 | -76  | 15   | 2  | 0.46 |

Nota: La cantidad de equipos clasificados a la fase final puede variar dependiendo del número de equipos por grupo. Los equipos pueden no clasificar por incumplimiento a reglamento o falta de pagos.
|  | Clasificado para la Fase Final Etapa 1 como líder de grupo. |
|  | Clasificado para la Fase Final Etapa 1.                     |
|  | Clasificado para la Liguilla de Filiales.                   |
|  | Último de Grupo.                                            |

### Grupo VI
| Pos. | Equipos             | PJ | PG | PE | PP | GF  | GC  | Dif. | Pts. | Pe | Por  |
| ---- | ------------------- | -- | -- | -- | -- | --- | --- | ---- | ---- | -- | ---- |
| 1.   | Águilas UAGro       | 28 | 19 | 4  | 5  | 104 | 34  | 70   | 61   | 0  | 2.17 |
| 2.   | Selva Cañera        | 28 | 18 | 5  | 5  | 68  | 23  | 45   | 61   | 2  | 2.17 |
| 3.   | Iguala              | 28 | 15 | 6  | 7  | 73  | 41  | 32   | 56   | 5  | 2    |
| 4.   | Chilpancingo        | 28 | 15 | 7  | 6  | 56  | 22  | 34   | 55   | 3  | 1.96 |
| 5.   | Atlético Cuernavaca | 28 | 12 | 7  | 9  | 64  | 42  | 22   | 49   | 6  | 1.75 |
| 6.   | Acapulco F.C.       | 28 | 8  | 7  | 13 | 41  | 51  | -10  | 33   | 2  | 1.17 |
| 7.   | Real Victoria       | 28 | 5  | 1  | 22 | 34  | 88  | -54  | 16   | 0  | 0.57 |
| 8.   | Jardón JFS Yautepec | 28 | 1  | 1  | 26 | 20  | 159 | -139 | 5    | 1  | 0.17 |

Nota: La cantidad de equipos clasificados a la fase final puede variar dependiendo del número de equipos por grupo. Los equipos pueden no clasificar por incumplimiento a reglamento o falta de pagos.
|  | Clasificado para la Fase Final Etapa 1 como líder de grupo. |
|  | Clasificado para la Fase Final Etapa 1.                     |
|  | Clasificado para la Liguilla de Filiales.                   |
|  | Último de Grupo.                                            |

### Grupo VII
| Pos. | Equipos                            | PJ | PG | PE | PP | GF  | GC  | Dif. | Pts. | Pe | Por  |
| ---- | ---------------------------------- | -- | -- | -- | -- | --- | --- | ---- | ---- | -- | ---- |
| 1.   | Tuzos Pachuca "C"                  | 30 | 26 | 2  | 2  | 112 | 19  | 93   | 82   | 2  | 2.73 |
| 2.   | Club Hidalguense                   | 30 | 20 | 7  | 3  | 81  | 25  | 56   | 73   | 6  | 2.43 |
| 3.   | Faraones de Texcoco                | 30 | 18 | 7  | 5  | 71  | 20  | 51   | 66   | 5  | 2.2  |
| 4.   | Universidad del Fútbol             | 30 | 18 | 5  | 7  | 52  | 26  | 26   | 62   | 3  | 2.06 |
| 5.   | Unión Acolman                      | 30 | 18 | 5  | 7  | 75  | 37  | 38   | 60   | 1  | 2    |
| 6.   | Cefor Cuauhtémoc Blanco            | 30 | 17 | 4  | 9  | 80  | 32  | 48   | 58   | 3  | 1.93 |
| 7.   | Deportivo Independiente Mexiquense | 30 | 13 | 7  | 10 | 62  | 60  | 2    | 49   | 3  | 1.63 |
| 8.   | Promodep Central                   | 30 | 12 | 7  | 11 | 43  | 52  | -9   | 47   | 4  | 1.56 |
| 9.   | Pato Baeza FC                      | 30 | 14 | 3  | 13 | 57  | 52  | 5    | 46   | 1  | 1.53 |
| 10.  | Santiago Tulantepec                | 30 | 11 | 8  | 11 | 43  | 63  | -20  | 43   | 2  | 1.43 |
| 11.  | Cuervos Blancos                    | 30 | 9  | 6  | 15 | 40  | 58  | -18  | 36   | 3  | 1.2  |
| 12.  | Sk Sport Street Soccer             | 30 | 8  | 6  | 16 | 49  | 61  | -12  | 34   | 4  | 1.13 |
| 13.  | Texcoco                            | 30 | 7  | 3  | 20 | 48  | 84  | -36  | 24   | 0  | 0.8  |
| 14.  | CH Fútbol Club                     | 30 | 5  | 2  | 23 | 22  | 73  | -51  | 18   | 1  | 0.6  |
| 15.  | Halcones del Valle del Mezquital   | 30 | 4  | 2  | 24 | 26  | 79  | -53  | 14   | 0  | 0.46 |
| 16.  | Atlético San Juan de Aragón        | 30 | 1  | 4  | 25 | 20  | 140 | -120 | 8    | 1  | 0.26 |

Nota: La cantidad de equipos clasificados a la fase final puede variar dependiendo del número de equipos por grupo. Los equipos pueden no clasificar por incumplimiento a reglamento o falta de pagos.
|  | Clasificado para la Fase Final Etapa 1 como líder de grupo. |
|  | Clasificado para la Fase Final Etapa 1.                     |
|  | Clasificado para la Liguilla de Filiales.                   |
|  | Último de Grupo.                                            |

### Grupo VIII
| Pos. | Equipos                           | PJ | PG | PE | PP | GF  | GC  | Dif. | Pts. | Pe | Por  |
| ---- | --------------------------------- | -- | -- | -- | -- | --- | --- | ---- | ---- | -- | ---- |
| 1.   | CDU Uruapan                       | 34 | 24 | 6  | 4  | 117 | 31  | 86   | 83   | 5  | 2.44 |
| 2.   | Atlético Valladolid               | 34 | 24 | 6  | 4  | 81  | 33  | 48   | 82   | 4  | 2.41 |
| 3.   | Cocodrilos FC Lázaro Cárdenas     | 34 | 23 | 4  | 7  | 75  | 34  | 41   | 73   | 0  | 2.14 |
| 4.   | Salamanca FC                      | 34 | 21 | 7  | 6  | 78  | 39  | 39   | 73   | 3  | 2.14 |
| 5.   | Celaya FC "C"                     | 34 | 16 | 8  | 10 | 63  | 45  | 18   | 62   | 6  | 1.82 |
| 6.   | Monarcas Zacapu                   | 34 | 14 | 12 | 8  | 58  | 40  | 18   | 61   | 7  | 1.79 |
| 7.   | Originales Aguacateros de Uruapan | 34 | 15 | 10 | 9  | 48  | 30  | 18   | 60   | 5  | 1.76 |
| 8.   | La Piedad "B"                     | 34 | 15 | 9  | 10 | 73  | 51  | 22   | 59   | 5  | 1.73 |
| 9.   | Sahuayo                           | 34 | 14 | 10 | 10 | 56  | 39  | 17   | 58   | 6  | 1.70 |
| 10.  | Jaral del Progreso                | 34 | 14 | 8  | 12 | 58  | 48  | 10   | 52   | 2  | 1.52 |
| 11.  | Delfines de Abasolo               | 34 | 12 | 5  | 17 | 54  | 83  | -29  | 44   | 3  | 1.29 |
| 12.  | Libertadores FC                   | 34 | 11 | 7  | 16 | 47  | 60  | -13  | 41   | 1  | 1.20 |
| 13.  | Querétaro 3ra MX                  | 34 | 10 | 7  | 17 | 41  | 50  | -9   | 40   | 3  | 1.17 |
| 14.  | Atlético Tonalá                   | 34 | 9  | 9  | 16 | 40  | 67  | -27  | 40   | 4  | 1.17 |
| 15.  | FC Iguanas                        | 34 | 8  | 4  | 22 | 30  | 74  | -44  | 30   | 2  | 0.88 |
| 16.  | Real Querétaro                    | 34 | 6  | 5  | 23 | 30  | 70  | -40  | 27   | 4  | 0.79 |
| 17.  | Brujos de Juventino Rosas         | 34 | 6  | 7  | 21 | 29  | 71  | -42  | 27   | 2  | 0.79 |
| 18.  | Queseros de San José              | 34 | 1  | 2  | 31 | 7   | 120 | -113 | 5    | 1  | 0.14 |
| X.   | San Juan del Río                  | -  | -  | -  | -  | -   | -   | -    | -    | -  | -    |

Nota: La cantidad de equipos clasificados a la fase final puede variar dependiendo del número de equipos por grupo. Los equipos pueden no clasificar por incumplimiento a reglamento o falta de pagos.
|  | Clasificado para la Fase Final Etapa 1 como líder de grupo. |
|  | Clasificado para la Fase Final Etapa 1.                     |
|  | Clasificado para la Liguilla de Filiales.                   |
|  | Último de Grupo.                                            |

### Grupo IX
| Pos. | Equipos                  | PJ | PG | PE | PP | GF  | GC  | Dif. | Pts. | Pe | Por  |
| ---- | ------------------------ | -- | -- | -- | -- | --- | --- | ---- | ---- | -- | ---- |
| 1.   | Mineros de Zacatecas "C" | 38 | 26 | 5  | 7  | 108 | 41  | 66   | 88   | 5  | 2.31 |
| 2.   | UAZ "B"                  | 38 | 23 | 11 | 4  | 75  | 29  | 46   | 87   | 7  | 2.28 |
| 3.   | Atlético San Francisco   | 38 | 25 | 7  | 6  | 128 | 41  | 87   | 85   | 3  | 2.23 |
| 4.   | Atlético Leonés          | 38 | 23 | 10 | 5  | 100 | 37  | 63   | 84   | 5  | 2.21 |
| 5.   | Real Aguascalientes      | 38 | 23 | 9  | 6  | 95  | 43  | 52   | 84   | 6  | 2.21 |
| 6.   | Atlético de San Luis "B" | 38 | 24 | 8  | 6  | 88  | 35  | 53   | 83   | 3  | 2.18 |
| 7.   | Tancredi Affa FC         | 38 | 20 | 7  | 11 | 69  | 55  | 14   | 74   | 7  | 1.94 |
| 8.   | Mineros de Fresnillo "B" | 38 | 21 | 8  | 9  | 87  | 48  | 39   | 73   | 2  | 1.92 |
| 9.   | UdeG Lagos de Moreno     | 38 | 20 | 7  | 11 | 78  | 64  | 14   | 70   | 3  | 1.84 |
| 10.  | Unión León               | 38 | 17 | 7  | 14 | 55  | 49  | 6    | 61   | 3  | 1.60 |
| 11.  | Atlético ECCA            | 38 | 14 | 7  | 17 | 58  | 58  | 0    | 50   | 1  | 1.31 |
| 12.  | Armadillos de Ébano      | 38 | 12 | 8  | 18 | 45  | 73  | -28  | 48   | 4  | 1.26 |
| 13.  | Alcaldes de Lagos        | 38 | 15 | 1  | 22 | 69  | 82  | -13  | 46   | 0  | 1.21 |
| 14.  | Real Magari              | 38 | 11 | 6  | 21 | 66  | 100 | -34  | 44   | 5  | 1.15 |
| 15.  | Cabezas Rojas            | 38 | 11 | 5  | 22 | 54  | 81  | -27  | 39   | 1  | 1.02 |
| 16.  | Atlético Ojocaliente     | 38 | 8  | 7  | 23 | 52  | 103 | -51  | 34   | 3  | 0.89 |
| 17.  | Real Olmeca Colotlán     | 38 | 8  | 6  | 24 | 50  | 97  | -47  | 32   | 2  | 0.84 |
| 18.  | Frailes de Jérez         | 38 | 7  | 3  | 28 | 37  | 104 | -67  | 26   | 3  | 0.68 |
| 19.  | León Independiente       | 38 | 4  | 4  | 30 | 37  | 123 | -86  | 17   | 1  | 0.44 |
| 20.  | Tlajomulco               | 38 | 4  | 2  | 32 | 24  | 112 | -88  | 15   | 1  | 0.39 |

Nota: La cantidad de equipos clasificados a la fase final puede variar dependiendo del número de equipos por grupo. Los equipos pueden no clasificar por incumplimiento a reglamento o falta de pagos.
|  | Clasificado para la Fase Final Etapa 1 como líder de grupo. |
|  | Clasificado para la Fase Final Etapa 1.                     |
|  | Clasificado para la Liguilla de Filiales.                   |
|  | Último de Grupo.                                            |

### Grupo X
| Pos. | Equipos                       | PJ | PG | PE | PP | GF | GC  | Dif. | Pts. | Pe | Por  |
| ---- | ----------------------------- | -- | -- | -- | -- | -- | --- | ---- | ---- | -- | ---- |
| 1.   | Acatlán                       | 36 | 27 | 5  | 4  | 84 | 23  | 61   | 88   | 2  | 2.44 |
| 2.   | Atlético Tecomán              | 36 | 25 | 5  | 6  | 84 | 34  | 50   | 85   | 4  | 2.36 |
| 3.   | Leones Negros "C"             | 36 | 23 | 8  | 5  | 84 | 30  | 54   | 83   | 6  | 2.30 |
| 4.   | Aves Blancas                  | 36 | 24 | 5  | 7  | 85 | 40  | 45   | 80   | 3  | 2.22 |
| 5.   | Cafessa "B"                   | 36 | 20 | 9  | 7  | 72 | 41  | 31   | 74   | 5  | 2.05 |
| 6.   | Tepatitlán de Morelos "B"     | 36 | 18 | 10 | 8  | 87 | 42  | 45   | 69   | 5  | 1.91 |
| 7.   | Palmeros FC                   | 36 | 20 | 5  | 11 | 75 | 42  | 33   | 68   | 3  | 1.88 |
| 8.   | Chapala                       | 36 | 16 | 9  | 11 | 59 | 43  | 16   | 62   | 5  | 1.72 |
| 9.   | Deportivo Salcido             | 36 | 15 | 6  | 15 | 69 | 63  | 6    | 55   | 4  | 1.52 |
| 10.  | Real Ánimas Sayula            | 36 | 14 | 5  | 17 | 64 | 60  | 4    | 49   | 2  | 1.36 |
| 11.  | Escuela de Fútbol Chivas      | 36 | 11 | 9  | 16 | 48 | 55  | -7   | 47   | 5  | 1.30 |
| 12.  | CD Oro                        | 36 | 10 | 11 | 15 | 46 | 61  | -15  | 47   | 6  | 1.30 |
| 13.  | Valle del Grullo              | 36 | 11 | 10 | 15 | 45 | 63  | -18  | 47   | 4  | 1.30 |
| 14.  | Autlán F.C.                   | 36 | 11 | 7  | 18 | 48 | 69  | -21  | 42   | 2  | 1.16 |
| 15.  | Tornados Tlaquepaque          | 36 | 9  | 10 | 17 | 57 | 69  | -12  | 41   | 4  | 1.13 |
| 16.  | Tapatíos Soccer               | 36 | 9  | 7  | 20 | 55 | 59  | -4   | 38   | 4  | 1.05 |
| 17.  | Lobos de Zacoalco             | 36 | 4  | 6  | 26 | 25 | 114 | -89  | 21   | 3  | 0.58 |
| 18.  | CEFO-ALR                      | 36 | 3  | 6  | 27 | 21 | 90  | -69  | 17   | 2  | 0.47 |
| 19.  | Volcanes de Colima            | 36 | 3  | 4  | 29 | 22 | 132 | -110 | 14   | 1  | 0.38 |
| x.   | Nuevos Valores de Ocotlán (1) | -  | -  | -  | -  | -  | -   | -    | -    | -  | -    |

Nota: La cantidad de equipos clasificados a la fase final puede variar dependiendo del número de equipos por grupo. Los equipos pueden no clasificar por incumplimiento a reglamento o falta de pagos.
|  | Clasificado para la Fase Final Etapa 1 como líder de grupo. |
|  | Clasificado para la Fase Final Etapa 1.                     |
|  | Clasificado para la Liguilla de Filiales.                   |
|  | Último de Grupo.                                            |

### Grupo XI
| Pos. | Equipos                  | PJ | PG | PE | PP | GF | GC  | Dif. | Pts. | Pe | Por  |
| ---- | ------------------------ | -- | -- | -- | -- | -- | --- | ---- | ---- | -- | ---- |
| 1.   | Guadalajara "C"          | 34 | 21 | 6  | 7  | 75 | 33  | 42   | 73   | 4  | 2.16 |
| 2.   | Águilas UAS              | 34 | 19 | 9  | 6  | 82 | 34  | 48   | 72   | 6  | 2.11 |
| 3.   | Xalisco                  | 34 | 19 | 9  | 6  | 69 | 31  | 38   | 71   | 5  | 2.09 |
| 4.   | Universidad Cuauhtémoc   | 34 | 20 | 6  | 8  | 78 | 44  | 34   | 69   | 3  | 2.02 |
| 5.   | CEFUT y Diseño           | 34 | 20 | 5  | 9  | 68 | 47  | 21   | 67   | 2  | 1.97 |
| 6.   | Diablos Azules           | 34 | 18 | 8  | 8  | 68 | 32  | 36   | 65   | 3  | 1.91 |
| 7.   | Gorilas de Juanacatlán   | 34 | 16 | 9  | 9  | 55 | 35  | 20   | 64   | 7  | 1.88 |
| 8.   | Atlético Culiacán        | 34 | 16 | 9  | 9  | 59 | 47  | 12   | 61   | 4  | 1.79 |
| 9.   | Tecos "B"                | 34 | 15 | 8  | 11 | 51 | 47  | 4    | 57   | 4  | 1.67 |
| 10.  | Sufacen Tepic            | 34 | 12 | 10 | 12 | 78 | 58  | 20   | 52   | 6  | 1.52 |
| 11.  | Dorados "C"              | 34 | 13 | 8  | 13 | 50 | 42  | 8    | 49   | 2  | 1.44 |
| 12.  | Mazorqueros FC           | 34 | 11 | 12 | 11 | 48 | 46  | 2    | 48   | 2  | 1.41 |
| 13.  | Juventud Unida           | 34 | 9  | 11 | 14 | 39 | 42  | -3   | 45   | 7  | 1.32 |
| 14.  | Gallos Viejos            | 34 | 10 | 8  | 16 | 51 | 61  | -10  | 44   | 6  | 1.29 |
| 15.  | Camaroneros de Escuinapa | 34 | 7  | 12 | 15 | 33 | 56  | -23  | 39   | 6  | 1.14 |
| 16.  | Nacional PALMAC          | 34 | 7  | 6  | 21 | 36 | 75  | -39  | 29   | 2  | 0.85 |
| 17.  | Vaqueros                 | 34 | 1  | 6  | 27 | 21 | 116 | -95  | 10   | 1  | 0.29 |
| 18.  | Cefor Nuevo México       | 34 | 1  | 0  | 33 | 12 | 127 | -115 | 3    | 0  | 0.08 |

Nota: La cantidad de equipos clasificados a la fase final puede variar dependiendo del número de equipos por grupo. Los equipos pueden no clasificar por incumplimiento a reglamento o falta de pagos.
|  | Clasificado para la Fase Final Etapa 1 como líder de grupo. |
|  | Clasificado para la Fase Final Etapa 1.                     |
|  | Clasificado para la Liguilla de Filiales.                   |
|  | Último de Grupo.                                            |

### Grupo XII
| Pos. | Equipos                 | PJ | PG | PE | PP | GF  | GC  | Dif. | Pts. | Pe | Por  |
| ---- | ----------------------- | -- | -- | -- | -- | --- | --- | ---- | ---- | -- | ---- |
| 1.   | Correcaminos UAT "C"    | 32 | 24 | 5  | 3  | 82  | 29  | 53   | 81   | 4  | 2.53 |
| 2.   | Tigres SD               | 32 | 21 | 10 | 1  | 88  | 25  | 63   | 78   | 5  | 2.43 |
| 3.   | Saltillo Soccer         | 32 | 22 | 4  | 6  | 100 | 27  | 73   | 72   | 2  | 2.25 |
| 4.   | Atlético UEFA           | 32 | 21 | 3  | 8  | 81  | 43  | 38   | 69   | 3  | 2.15 |
| 5.   | Bucaneros de Matamoros  | 32 | 20 | 6  | 6  | 67  | 44  | 23   | 68   | 2  | 2.12 |
| 6.   | Celestes FC             | 32 | 14 | 12 | 6  | 57  | 36  | 21   | 59   | 5  | 1.84 |
| 7.   | Bravos                  | 32 | 12 | 11 | 9  | 57  | 40  | 17   | 53   | 6  | 1.65 |
| 8.   | Cadereyta               | 32 | 15 | 5  | 12 | 56  | 47  | 9    | 51   | 2  | 1.59 |
| 9.   | Troyanos UDEM           | 32 | 15 | 5  | 12 | 58  | 49  | 9    | 50   | 0  | 1.56 |
| 10.  | Intocables FC           | 32 | 13 | 6  | 13 | 42  | 50  | -8   | 47   | 2  | 1.46 |
| 11.  | Gavilanes Ho Gar        | 32 | 11 | 5  | 16 | 53  | 49  | 4    | 41   | 3  | 1.28 |
| 12.  | San Nicolás             | 32 | 8  | 11 | 13 | 40  | 50  | -10  | 40   | 5  | 1.25 |
| 13.  | Halcones de Saltillo    | 32 | 7  | 5  | 20 | 44  | 76  | -32  | 30   | 4  | 0.93 |
| 14.  | Atlético Altamira       | 32 | 8  | 3  | 21 | 43  | 77  | -34  | 28   | 1  | 0.87 |
| 15.  | Leones Blancos          | 32 | 6  | 7  | 19 | 44  | 80  | -36  | 28   | 3  | 0.87 |
| 16.  | Plateados de Cerro Azul | 32 | 4  | 3  | 25 | 54  | 110 | -56  | 17   | 2  | 0.53 |
| 17.  | Atlético Allende        | 32 | 0  | 2  | 30 | 14  | 148 | -134 | 4    | 2  | 0.12 |
| x.   | Cinco Estrellas2        | -  | -  | -  | -  | -   | -   | -    | -    | -  | -    |

Nota: La cantidad de equipos clasificados a la fase final puede variar dependiendo del número de equipos por grupo. Los equipos pueden no clasificar por incumplimiento a reglamento o falta de pagos.
|  | Clasificado para la Fase Final Etapa 1 como líder de grupo. |
|  | Clasificado para la Fase Final Etapa 1.                     |
|  | Clasificado para la Liguilla de Filiales.                   |
|  | Último de Grupo.                                            |

### Grupo XIII
| Pos. | Equipos                        | PJ | PG | PE | PP | GF | GC | Dif. | Pts. | Pe | Por  |
| ---- | ------------------------------ | -- | -- | -- | -- | -- | -- | ---- | ---- | -- | ---- |
| 1.   | FC Juárez "B"                  | 24 | 20 | 4  | 0  | 82 | 25 | 57   | 67   | 3  | 2.79 |
| 2.   | Xoloitzcuintles "C"            | 24 | 19 | 3  | 2  | 88 | 30 | 58   | 63   | 3  | 2.62 |
| 3.   | Soles de Ciudad Juárez         | 24 | 13 | 4  | 7  | 61 | 34 | 27   | 46   | 3  | 1.91 |
| 4.   | Tiburones de Puerto Peñasco    | 24 | 12 | 7  | 5  | 57 | 34 | 23   | 45   | 3  | 1.87 |
| 5.   | Dorados UACH "B"               | 24 | 13 | 4  | 7  | 49 | 39 | 10   | 44   | 1  | 1.83 |
| 6.   | Héroes de Caborca              | 24 | 10 | 5  | 9  | 53 | 47 | 6    | 38   | 3  | 1.58 |
| 7.   | Durango "B"                    | 24 | 10 | 4  | 10 | 38 | 31 | 7    | 35   | 1  | 1.45 |
| 8.   | Cobras Fútbol Premier          | 24 | 8  | 5  | 11 | 46 | 44 | 2    | 32   | 3  | 1.33 |
| 9.   | Cimarrones de Sonora "C"       | 24 | 9  | 2  | 13 | 41 | 56 | -15  | 31   | 2  | 1.29 |
| 10.  | CF Victoria                    | 24 | 7  | 5  | 12 | 36 | 45 | -9   | 29   | 3  | 1.20 |
| 11.  | La Tribu de Ciudad Juárez      | 24 | 5  | 9  | 10 | 23 | 36 | -13  | 27   | 3  | 1.12 |
| 12.  | Mazorqueros Guadalupe Victoria | 24 | 1  | 3  | 20 | 8  | 86 | -78  | 7    | 1  | 0.29 |
| 13.  | Chinarras de Aldama            | 24 | 1  | 1  | 22 | 17 | 92 | -75  | 4    | 0  | 0.16 |

Nota: La cantidad de equipos clasificados a la fase final puede variar dependiendo del número de equipos por grupo. Los equipos pueden no clasificar por incumplimiento a reglamento o falta de pagos.
|  | Clasificado para la Fase Final Etapa 1 como líder de grupo. |
|  | Clasificado para la Fase Final Etapa 1.                     |
|  | Clasificado para la Liguilla de Filiales.                   |
|  | Último de Grupo.                                            |

## Liguilla de Ascenso
La liguilla de Ascenso constará de siete fases. Clasifican 72 equipos (seis conjuntos en la mayoría de los grupos, y cuatro en los grupos I, VI y XIII). El país se dividirá en dos zonas: Zona 1 (Grupos del I al VII) y Zona 2 (Grupos VIII al XIII). Se celebrarán eliminatorias de acuerdo al promedio obtenido por cada conjunto, siendo ordenados del mejor al peor por su porcentaje a lo largo de la temporada.

### Fase 1

#### Subgrupo 1
| Equipo 1                   | Agr.      | Equipo 2         | Ida | Vuelta |
| -------------------------- | --------- | ---------------- | --- | ------ |
| Albinegros                 | 6–2       | Cantera Venados  | 4–0 | 2–2    |
| Sultanes de Tamazunchale   | 2–3       | Poza Rica        | 0–1 | 2–2    |
| Deportiva Venados          | 5–1       | Delfines UGM     | 2–1 | 3–0    |
| Caimanes Cancún            | 3–6       | Club Alpha       | 2–3 | 1–3    |
| Universidad del Golfo (p.) | 2–2 (3–2) | Campeche F.C. NG | 2–0 | 0–2    |

#### Subgrupo 2
| Equipo 1                | Agr. | Equipo 2                 | Ida | Vuelta |
| ----------------------- | ---- | ------------------------ | --- | ------ |
| Tuzos Pachuca           | 8–2  | Independiente Mexiquense | 4–1 | 4–1    |
| Tigrillos Dorados MRCI  | 6–1  | Atlético Boca del Río    | 3–1 | 3–0    |
| Club Hidalguense        | 3–2  | Cruz Azul Lagunas        | 0–2 | 3–0    |
| Cefor Cuauhtémoc Blanco | 1–5  | Córdoba F.C.             | 0–0 | 1–5    |
| Faraones de Texcoco     | 2–3  | Unión Acolman            | 1–1 | 1–2    |
| Caballeros de Córdoba   | 2–3  | Futcenter                | 1–2 | 1–1    |

#### Subgrupo 3
| Equipo 1               | Agr.      | Equipo 2                     | Ida | Vuelta |
| ---------------------- | --------- | ---------------------------- | --- | ------ |
| Marina (p.)            | 2–2 (4–3) | Halcones de Rayón            | 1–1 | 1–1    |
| Canamy F.C.            | 3–3 (2–4) | (p.) Azules de la Sección 26 | 2–2 | 1–1    |
| Diablos Valle de Bravo | 9–1       | Proyecto Nuevo Chimalhuacán  | 3–0 | 6–1    |
| Potros UAEM "B" (p.)   | 1–1 (4–2) | C.D. Tejupilco               | 0–0 | 1–1    |
| Águilas UAGro          | 5–4       | Deportivo Metepec            | 3–4 | 2–0    |
| Selva Cañera           | 2–6       | Ángeles de la Ciudad         | 0–4 | 2–2    |
| Iguala F.C.            | 2–3       | Fuerza Mazahua F.C.          | 1–2 | 1–1    |
| C.D. Chilpancingo      | 1–2       | AEM                          | 1–1 | 0–1    |

#### Subgrupo 4
| Equipo 1                 | Agr.      | Equipo 2                        | Ida | Vuelta |
| ------------------------ | --------- | ------------------------------- | --- | ------ |
| CDU Uruapan              | 5–1       | Originales Aguacateros          | 4–1 | 1–0    |
| Atlético Valladolid (p.) | 4–4 (4–2) | Monarcas Zacapu                 | 2–3 | 2–1    |
| UAZ "B"                  | 2–3       | Tancredi Affa F.C.              | 1–2 | 1–1    |
| Atlético San Francisco   | 3–1       | Salamanca F.C.                  | 2–0 | 1–0    |
| Atlético Leonés          | 1–1 (3–4) | (p.) Cocodrilos Lázaro Cárdenas | 0–1 | 1–0    |
| Real Aguascalientes      | 2–0       | Atlético de San Luis "B"        | 0–0 | 2–0    |

#### Subgrupo 5
| Equipo 1               | Agr. | Equipo 2                  | Ida | Vuelta |
| ---------------------- | ---- | ------------------------- | --- | ------ |
| Acatlán F.C.           | 4–3  | Troyanos UDEM             | 1–0 | 3–3    |
| Atlético Tecomán       | 3–2  | Bravos                    | 2–2 | 1–0    |
| Saltillo Soccer        | 6–3  | Celestes F.C.             | 2–3 | 4–0    |
| Aves Blancas           | 2–1  | Palmeros F.C.             | 2–1 | 0–0    |
| Atlético UEFA          | 3–4  | Tepatitlán de Morelos "B" | 0–1 | 3–3    |
| Bucaneros de Matamoros | 0–5  | Deportivo Cafessa "B"     | 0–2 | 0–3    |

#### Subgrupo 6
| Equipo 1               | Agr.      | Equipo 2               | Ida | Vuelta |
| ---------------------- | --------- | ---------------------- | --- | ------ |
| Águilas UAS            | 9–1       | Cobras Fútbol Premier  | 4–0 | 5–1    |
| Xalisco F.C.           | 3–1       | Héroes de Caborca      | 1–1 | 2–0    |
| Universidad Cuauhtémoc | 6–2       | Tiburones de Peñasco   | 3–2 | 3–0    |
| CEFUT y Diseño         | 4–3       | Gorilas de Juanacatlán | 3–1 | 1–2    |
| Diablos Azules (p.)    | 3–3 (4–2) | Soles de Juárez        | 2–1 | 1–2    |

### Fase 2

#### Zona 1
| Equipo 1               | Agr.      | Equipo 2                | Ida | Vuelta |
| ---------------------- | --------- | ----------------------- | --- | ------ |
| Tuzos Pachuca          | 3–2       | Canamy F.C.             | 2–1 | 1–1    |
| Marina (p.)            | 4-4 (4–2) | Azules de la Sección 26 | 1–3 | 3–1    |
| Tigrillos Dorados MRCI | 5–4       | Ángeles de la Ciudad    | 1–2 | 4–2    |
| Club Hidalguense       | 0–3       | Fuerza Mazahua F.C.     | 0–2 | 0–1    |
| Diablos Valle de Bravo | 1–2       | Poza Rica               | 0–1 | 1–1    |
| Córdoba F.C.           | 1–0       | Unión Acolman           | 1–0 | 0–0    |
| Potros UAEM "B"        | 2–1       | Futcenter               | 0–1 | 2–0    |
| Albinegros             | 0–0 (4–5) | (p.) AEM                | 0–0 | 0–0    |
| Deportiva Venados      | 2–1       | Club Alpha              | 1–1 | 1–0    |
| Águilas UAGro          | 2–3       | Universidad del Golfo   | 2–1 | 0–2    |

#### Zona 2
| Equipo 1                   | Agr.      | Equipo 2                  | Ida | Vuelta |
| -------------------------- | --------- | ------------------------- | --- | ------ |
| Acatlán F.C.               | 4–0       | UAZ "B"                   | 1–0 | 3–0    |
| CDU Uruapan (p.)           | 3–3 (4–3) | Diablos Azules            | 1–2 | 2–1    |
| Atlético Valladolid        | 4–3       | Tepatitlán de Morelos "B" | 2–2 | 2–1    |
| Atlético Tecomán           | 2–2 (3–4) | (p.) Tancredi Affa F.C.   | 0–1 | 2–1    |
| Saltillo Soccer            | 5–1       | CEFUT y Diseño            | 3–1 | 2–0    |
| Atlético San Francisco     | 1–3       | Universidad Cuauhtémoc    | 1–1 | 0–2    |
| Aves Blancas               | 1–1 (4–5) | Deportivo Cafessa "B"     | 0–0 | 1–1    |
| Real Aguascalientes (p.)   | 2–2 (3–0) | Xalisco F.C.              | 0–0 | 2–2    |
| Cocodrilos Lázaro Cárdenas | 2–4       | Águilas UAS               | 1–1 | 1–3    |

### Fase 3

#### Zona 1
| Equipo 1               | Agr.      | Equipo 2              | Ida | Vuelta |
| ---------------------- | --------- | --------------------- | --- | ------ |
| Tuzos Pachuca (p.)     | 2–2 (3–1) | Fuerza Mazahua        | 1–2 | 1–0    |
| Marina                 | 2–3       | Poza Rica             | 0–3 | 2–0    |
| Tigrillos Dorados MRCI | 1–0       | AEM                   | 0–0 | 1–0    |
| Córdoba F.C.           | 3–1       | Universidad del Golfo | 1–0 | 2–1    |
| Potros UAEM "B"        | 1–2       | Deportiva Venados     | 0–0 | 1–2    |

| 10 de mayo, 15:00 (UTC -5) | Fuerza Mazahua                | 2:1 (1:0) | Tuzos Pachuca   | Estadio Municipal de Ixtlahuaca, Ixtlahuaca, Estado de México        |                                                                      |
|                            | C. García 14' · O. Vidaña 60' | Reporte   | J. Marchand 87' | Asistencia: 250 espectadores Árbitro(s): Luis Enrique Rivera Fuentes | Asistencia: 250 espectadores Árbitro(s): Luis Enrique Rivera Fuentes |

| 13 de mayo, 11:00 (UTC -5)                                                                                     | Tuzos Pachuca   | 1:0 (0:0) (3:1 p.) | Fuerza Mazahua | Universidad del Fútbol, San Agustín Tlaxiaca, Hidalgo           |                                                                 |
| | S. Martínez 76' | Reporte            |                | Asistencia: 300 espectadores Árbitro(s): Pedro Hernández García | Asistencia: 300 espectadores Árbitro(s): Pedro Hernández García |
| Pese a empatar 2-2 en el marcador global, Tuzos Pachuca avanza a la Fase 4 tras ganar 3-1 en tanda de penales. |                 |                    |                |                                                                 |                                                                 |

| 9 de mayo, 17:00 (UTC -5) | Poza Rica                                     | 3:0 (2:0) | Marina | Estadio Heriberto Jara Corona, Poza Rica, Veracruz                     |                                                                        |
|                           | V. García 29' · J. Estopier 34' · F. Tede 64' | Reporte   |        | Asistencia: 4 500 espectadores Árbitro(s): Kevin Kober Contreras Reyes | Asistencia: 4 500 espectadores Árbitro(s): Kevin Kober Contreras Reyes |

| 12 de mayo, 11:00 (UTC -5) | Marina                          | 2:0 (1:0) | Poza Rica | Estadio Valentín González, Ciudad de México                        |                                                                    |
| | A. Meléndez 45' · V. Téllez 69' | Reporte   |           | Asistencia: 700 espectadores Árbitro(s): Tomás Jaír Salazar Rivera | Asistencia: 700 espectadores Árbitro(s): Tomás Jaír Salazar Rivera |
| Con marcador global de 3-2, Poza Rica avanza a la Fase 4. Pese a ser eliminado, Marina también avanza a la Fase 4 al ser el equipo derrotado con mejor promedio de la temporada en la zona. |                                 |           |           |                                                                    |                                                                    |

| 9 de mayo, 11:00 (UTC -5) | AEM | 0:0 (0:0) | Tigrillos Dorados MRCI | Estadio Hugo Sánchez, Cuautitlán Izcalli, Estado de México             |                                                                        |
|                           |     | Reporte   |                        | Asistencia: 100 espectadores Árbitro(s): Jair de Jesús Alvarado Landín | Asistencia: 100 espectadores Árbitro(s): Jair de Jesús Alvarado Landín |

| 12 de mayo, 16:00 (UTC -5)                                            | Tigrillos Dorados MRCI | 1:0 (1:0) | AEM | Club Independiente MRCI, San Jerónimo Tlacochahuaya, Oaxaca               |                                                                           |
|                                                                       | B. García 39'          | Reporte   |     | Asistencia: 200 espectadores Árbitro(s): Eduardo Adrián Vázquez Hernández | Asistencia: 200 espectadores Árbitro(s): Eduardo Adrián Vázquez Hernández |
| Con marcador global de 1-0, Tigrillos Dorados MRCI avanza a la Fase 4 |                        |           |     |                                                                           |                                                                           |

| 9 de mayo, 16:00 (UTC -5) | Córdoba F.C. | 1:0 (0:0) | Universidad del Golfo | Estadio Rafael Murillo Vidal, Córdoba, Veracruz                  |                                                                  |
|                           | E. López 57' | Reporte   |                       | Asistencia: 600 espectadores Árbitro(s): Gerardo Mercado Morales | Asistencia: 600 espectadores Árbitro(s): Gerardo Mercado Morales |

| 12 de mayo, 13:00 (UTC -5)                                | Universidad del Golfo | 1:2 (1:1) | Córdoba F.C.      | Estadio Universitario UGM, Orizaba, Veracruz                       |                                                                    |
|                                                           | L. Carmona 3'         | Reporte   | E. López 13', 88' | Asistencia: 1 000 espectadores Árbitro(s): Eduardo González Flores | Asistencia: 1 000 espectadores Árbitro(s): Eduardo González Flores |
| Con marcador global de 3-1, Córdoba FC avanza a la Fase 4 |                       |           |                   |                                                                    |                                                                    |

| 9 de mayo, 15:00 (UTC -5) | Deportiva Venados | 0:0 (0:0) | Potros UAEM "B" | Estadio Alonso Diego Molina, Tamanché, Yucatán                         |                                                                        |
|                           |                   | Reporte   |                 | Asistencia: 250 espectadores Árbitro(s): Sergio Gabriel Mengual Ortega | Asistencia: 250 espectadores Árbitro(s): Sergio Gabriel Mengual Ortega |

| 12 de mayo, 13:00 (UTC -5)                                       | Potros UAEM "B" | 1:2 (1:0) | Deportiva Venados                | Estadio Universitario Alberto "Chivo" Córdoba, Toluca, Estado de México  |                                                                          |
|                                                                  | B. Orihuela 7'  | Reporte   | P. Ramírez 48' · R. González 60' | Asistencia: 800 espectadores Árbitro(s): Ricardo Emmanuel Chávez Sánchez | Asistencia: 800 espectadores Árbitro(s): Ricardo Emmanuel Chávez Sánchez |
| Con marcador global de 2-1, Deportiva Venados avanza a la Fase 4 |                 |           |                                  |                                                                          |                                                                          |

#### Zona 2
| Equipo 1            | Agr. | Equipo 2               | Ida | Vuelta |
| ------------------- | ---- | ---------------------- | --- | ------ |
| Acatlán F.C.        | 2–1  | Club Hidalguense       | 1–1 | 1–0    |
| CDU Uruapan         | 4–3  | Tancredi Affa F.C.     | 1–3 | 3–0    |
| Atlético Valladolid | 2–3  | Universidad Cuauhtémoc | 0–2 | 2–1    |
| Saltillo Soccer     | 3–1  | Deportivo Cafessa "B"  | 1–0 | 2–1    |
| Real Aguascalientes | 1–6  | Águilas UAS            | 1–1 | 0–5    |

| 10 de mayo, 16:00 (UTC -5) | Club Hidalguense | 1:1 (1:0) | Acatlán F.C.     | Club Hidalguense, Pachuca, Hidalgo                             |                                                                |
|                            | O. Macías 35'    | Reporte   | D. Hernández 65' | Asistencia: 150 espectadores Árbitro(s): Martín Molina Astorga | Asistencia: 150 espectadores Árbitro(s): Martín Molina Astorga |

| 13 de mayo, 12:00 (UTC -5)                             | Acatlán F.C.    | 1:0 (0:0) | Club Hidalguense | Club Juárez, Acatlán de Juárez, Jalisco                                   |                                                                           |
|                                                        | E. Casillas 56' | Reporte   |                  | Asistencia: 1 000 espectadores Árbitro(s): Mauricio Eleazar López Sánchez | Asistencia: 1 000 espectadores Árbitro(s): Mauricio Eleazar López Sánchez |
| Con marcador global de 2-1, Acatlán avanza a la Fase 4 |                 |           |                  |                                                                           |                                                                           |

| 10 de mayo, 18:00 (UTC -5) | Tancredi Affa F.C.                    | 3:1 (2:1) | CDU Uruapan  | Estadio Ferrocarrilero, Aguascalientes, Aguascalientes         |                                                                |
|                            | O. Arteaga 20', 33' · M. Sandoval 93' | Reporte   | E. López 14' | Asistencia: 169 espectadores Árbitro(s): Guillermo Estrada Rea | Asistencia: 169 espectadores Árbitro(s): Guillermo Estrada Rea |

| 13 de mayo, 16:00 (UTC -5)                                 | CDU Uruapan                                | 3:0 (0:0) | Tancredi Affa F.C. | Unidad Deportiva Hermanos López Rayón, Uruapan, Michoacán             |                                                                       |
|                                                            | L. Menera 54' · E. López 78' · J. Peña 82' | Reporte   |                    | Asistencia: 1 500 espectadores Árbitro(s): Iván Antonio López Sánchez | Asistencia: 1 500 espectadores Árbitro(s): Iván Antonio López Sánchez |
| Con marcador global de 4-3, CDU Uruapan avanza a la Fase 4 |                                            |           |                    |                                                                       |                                                                       |

| 9 de mayo, 11:00 (UTC -5) | Universidad Cuauhtémoc            | 2:0 (1:0) | Atlético Valladolid | Universidad Cuauhtémoc Guadalajara, Zapopan, Jalisco                  |                                                                       |
|                           | I. López 20' · A. Castellanos 53' | Reporte   |                     | Asistencia: 200 espectadores Árbitro(s): Priscila Eritzel Pérez Borja | Asistencia: 200 espectadores Árbitro(s): Priscila Eritzel Pérez Borja |

| 12 de mayo, 16:00 (UTC -5) | Atlético Valladolid | 2:1 (0:0) | Universidad Cuauhtémoc | Unidad Deportiva de Pátzcuaro, Pátzcuaro, Michoacán                |                                                                    |
| | O. Chávez 69', 76'  | Reporte   | G. Jiménez 82'         | Asistencia: 400 espectadores Árbitro(s): Brandon Campillo Martínez | Asistencia: 400 espectadores Árbitro(s): Brandon Campillo Martínez |
| Con marcador global de 3-2, Universidad Cuauhtémoc avanza a la Fase 4. Pese a ser eliminado, Atlético Valladolid también avanza a la Fase 4 al ser el equipo derrotado con mejor promedio de la temporada en la zona. |                     |           |                        |                                                                    |                                                                    |

| 10 de mayo, 20:00 (UTC -5) | Deportivo Cafessa "B" | 0:1 (0:1) | Saltillo Soccer | Unidad Deportiva Mariano Otero, Tlajomulco, Jalisco                |                                                                    |
|                            |                       | Reporte   | G. Solís 24'    | Asistencia: 250 espectadores Árbitro(s): Miguel Ángel Anaya Suárez | Asistencia: 250 espectadores Árbitro(s): Miguel Ángel Anaya Suárez |

| 13 de mayo, 12:00 (UTC -5)                                     | Saltillo Soccer             | 2:1 (1:1) | Deportivo Cafessa "B" | Estadio Olímpico Francisco I. Madero, Saltillo, Coahuila                 |                                                                          |
|                                                                | J. Ramos 45' · G. Solís 78' | Reporte   | L. Virgen 8'          | Asistencia: 300 espectadores Árbitro(s): Adrián Alberto Gutiérrez Ibarra | Asistencia: 300 espectadores Árbitro(s): Adrián Alberto Gutiérrez Ibarra |
| Con marcador global de 3-1, Saltillo Soccer avanza a la Fase 4 |                             |           |                       |                                                                          |                                                                          |

| 9 de mayo, 19:00 (UTC -6) | Águilas UAS   | 1:1 (1:1) | Real Aguascalientes | Estadio Universitario UAS, Culiacán, Sinaloa                    |                                                                 |
|                           | O. Adrián 45' | Reporte   | S. González 11'     | Asistencia: 300 espectadores Árbitro(s): Harold Rodríguez Pérez | Asistencia: 300 espectadores Árbitro(s): Harold Rodríguez Pérez |

| 12 de mayo, 16:00 (UTC -5)                                 | Real Aguascalientes | 0:5 (0:0) | Águilas UAS                                                           | Estadio Ferrocarrilero, Aguascalientes, Aguascalientes            |                                                                   |
|                                                            |                     | Reporte   | O. Adrián 61' · J. Martínez 63' · F. Valdivia 70', 92' · J. Urías 89' | Asistencia: 200 espectadores Árbitro(s): Fabián Lechuga Chavarría | Asistencia: 200 espectadores Árbitro(s): Fabián Lechuga Chavarría |
| Con marcador global de 6-1, Águilas UAS avanza a la Fase 4 |                     |           |                                                                       |                                                                   |                                                                   |

### Fase 4

#### Zona 1
| Equipo 1               | Agr.      | Equipo 2          | Ida | Vuelta |
| ---------------------- | --------- | ----------------- | --- | ------ |
| Tuzos Pachuca          | 1–1 (4–5) | (p.) Marina       | 0–0 | 1–1    |
| Tigrillos Dorados MRCI | 2–2 (4–5) | (p.) Poza Rica    | 1–1 | 1–1    |
| Córdoba F.C.           | 3–2       | Deportiva Venados | 2–1 | 1–1    |

| 17 de mayo, 12:00 (UTC -5) | Marina | 0:0 (0:0) | Tuzos Pachuca | Estadio Valentín González, Ciudad de México                              |                                                                          |
|                            |        | Reporte   |               | Asistencia: 100 espectadores Árbitro(s): Ricardo Emmanuel Chávez Sánchez | Asistencia: 100 espectadores Árbitro(s): Ricardo Emmanuel Chávez Sánchez |

| 20 de mayo, 11:00 (UTC -5)                                                                              | Tuzos Pachuca  | 1:1 (1:1) (4:5 p.) | Marina       | Universidad del Fútbol, San Agustín Tlaxiaca, Hidalgo              |                                                                    |
| | C. Montero 45' | Reporte            | I. Ávila 35' | Asistencia: 200 espectadores Árbitro(s): Miguel Ángel Anaya Suárez | Asistencia: 200 espectadores Árbitro(s): Miguel Ángel Anaya Suárez |
| Pese a empatar 1-1 en el marcador global. Marina avanza a la Fase 5 tras ganar 5-4 en tanda de penales. |                |                    |              |                                                                    |                                                                    |

| 16 de mayo, 17:00 (UTC -5) | Poza Rica    | 1:1 (0:0) | Tigrillos Dorados MRCI | Estadio Heriberto Jara Corona, Poza Rica, Veracruz                 |                                                                    |
|                            | G. López 58' | Reporte   | I. Bautista 72'        | Asistencia: 5 500 espectadores Árbitro(s): Eduardo González Flores | Asistencia: 5 500 espectadores Árbitro(s): Eduardo González Flores |

| 19 de mayo, 16:00 (UTC -5)                                                                                 | Tigrillos Dorados MRCI | 1:1 (1:0) (4:5 p.) | Poza Rica   | Club Independiente MRCI, San Jerónimo Tlacochahuaya, Oaxaca        |                                                                    |
| | B. García 44'          | Reporte            | F. Tede 91' | Asistencia: 700 espectadores Árbitro(s): Tomás Jaír Salazar Rivera | Asistencia: 700 espectadores Árbitro(s): Tomás Jaír Salazar Rivera |
| Pese a empatar 2-2 en el marcador global, Poza Rica avanza a la Fase 5 tras ganar 5-4 en tanda de penales. |                        |                    |             |                                                                    |                                                                    |

| 16 de mayo, 16:00 (UTC -5) | Córdoba F.C.     | 2:1 (2:1) | Deportiva Venados | Estadio Rafael Murillo Vidal, Córdoba, Veracruz                      |                                                                      |
|                            | E. López 9', 30' | Reporte   | J. Jupamea 21'    | Asistencia: 1 500 espectadores Árbitro(s): Brandon Campillo Martínez | Asistencia: 1 500 espectadores Árbitro(s): Brandon Campillo Martínez |

| 19 de mayo, 15:00 (UTC -5)                                 | Deportiva Venados | 1:1 (1:0) | Córdoba F.C. | Estadio Alonso Diego Molina, Tamanché, Yucatán                       |                                                                      |
|                                                            | J. Jupamea 45'    | Reporte   | J. Bazán 66' | Asistencia: 500 espectadores Árbitro(s): Luis Alberto Mattern García | Asistencia: 500 espectadores Árbitro(s): Luis Alberto Mattern García |
| Con marcador global de 3-2, Córdoba FC avanza a la Fase 5. |                   |           |              |                                                                      |                                                                      |

#### Zona 2
| Equipo 1          | Agr.      | Equipo 2               | Ida | Vuelta |
| ----------------- | --------- | ---------------------- | --- | ------ |
| Acatlán F.C. (p.) | 4–4 (4–2) | Atlético Valladolid    | 2–3 | 2–1    |
| CDU Uruapan       | 3–2       | Universidad Cuauhtémoc | 2–2 | 1–0    |
| Saltillo Soccer   | 2–4       | Águilas UAS            | 0–3 | 2–1    |

| 17 de mayo, 16:00 (UTC -5) | Atlético Valladolid                | 3:2 (1:2) | Acatlán F.C.        | Unidad Deportiva de Pátzcuaro, Pátzcuaro, Michoacán                |                                                                    |
|                            | D. López 19' · R. Mendoza 50', 68' | Reporte   | M. Beltrán 12', 20' | Asistencia: 1 000 espectadores Árbitro(s): Gerardo Mercado Morales | Asistencia: 1 000 espectadores Árbitro(s): Gerardo Mercado Morales |

| 20 de mayo, 12:00 (UTC -5)                                                                               | Acatlán F.C.                  | 2:1 (2:1) (4:2 p.) | Atlético Valladolid | Club Juárez, Acatlán de Juárez, Jalisco                             |                                                                     |
| | M. Beltrán 9' · L. Ibarra 23' |                    | D. López 39'        | Asistencia: 800 espectadores Árbitro(s): Iván Antonio López Sánchez | Asistencia: 800 espectadores Árbitro(s): Iván Antonio López Sánchez |
| Pese a empatar 4-4 en el marcador global, Acatlán avanza a la Fase 5 tras ganar 4-2 en tanda de penales. |                               |                    |                     |                                                                     |                                                                     |

| 17 de mayo, 11:00 (UTC -5) | Universidad Cuauhtémoc          | 2:2 (1:0) | CDU Uruapan                | Universidad Cuauhtémoc Guadalajara, Zapopan, Jalisco                       |                                                                            |
|                            | S. Marrujo 22' · K. Rosales 82' | Reporte   | M. Meza 50' · E. López 62' | Asistencia: 500 espectadores Árbitro(s): Gerardo Abraham García Armendaris | Asistencia: 500 espectadores Árbitro(s): Gerardo Abraham García Armendaris |

| 20 de mayo, 16:00 (UTC -5)                                 | CDU Uruapan   | 1:0 (1:0) | Universidad Cuauhtémoc | Unidad Deportiva Hermanos López Rayón, Uruapan, Michoacán        |                                                                  |
|                                                            | L. Menera 17' | Reporte   |                        | Asistencia: 2 500 espectadores Árbitro(s): Martín Molina Astorga | Asistencia: 2 500 espectadores Árbitro(s): Martín Molina Astorga |
| Con marcador global de 3-2, CDU Uruapan avanza a la Fase 5 |               |           |                        |                                                                  |                                                                  |

| 17 de mayo, 19:00 (UTC -6) | Águilas UAS                         | 3:0 (2:0) | Saltillo Soccer | Estadio Universitario UAS, Culiacán, Sinaloa                   |                                                                |
|                            | O. Adrián 4', 47' · F. Valdivia 30' | Reporte   |                 | Asistencia: 500 espectadores Árbitro(s): Jorge López Hernández | Asistencia: 500 espectadores Árbitro(s): Jorge López Hernández |

| 20 de mayo, 16:00 (UTC -5)                                 | Saltillo Soccer             | 2:1 (1:1) | Águilas UAS   | Estadio Olímpico Francisco I. Madero, Saltillo, Coahuila               |                                                                        |
|                                                            | G. Solís 30' · G. López 72' | Reporte   | B. Torres 29' | Asistencia: 3 000 espectadores Árbitro(s): Kevin Kober Contreras Reyes | Asistencia: 3 000 espectadores Árbitro(s): Kevin Kober Contreras Reyes |
| Con marcador global de 4-2, Águilas UAS avanza a la Fase 5 |                             |           |               |                                                                        |                                                                        |

### Fase de campeonato
|  | Cuartos de final                               | Cuartos de final                               | Cuartos de final                               |   |              | Semifinales                          | Semifinales                          | Semifinales                          |  |  | Final                                 | Final                                 | Final                                 |
|  | 23 y 24 de mayo (ida) 26 y 27 de mayo (vuelta) | 23 y 24 de mayo (ida) 26 y 27 de mayo (vuelta) | 23 y 24 de mayo (ida) 26 y 27 de mayo (vuelta) |   |              | 31 de mayo (ida) 3 de junio (vuelta) | 31 de mayo (ida) 3 de junio (vuelta) | 31 de mayo (ida) 3 de junio (vuelta) |  |  | 7 de junio (ida) 10 de junio (vuelta) | 7 de junio (ida) 10 de junio (vuelta) | 7 de junio (ida) 10 de junio (vuelta) |
|  |                                                |                                                |                                                |   |              |                                      |                                      |                                      |  |  |                                       |                                       |                                       |
|  | Marina                                         | 1                                              | 3                                              |   |              |                                      |                                      |                                      |  |  |                                       |                                       |                                       |
|  | Poza Rica                                      | 2                                              | 1                                              |   |              |                                      |                                      |                                      |  |  |                                       |                                       |                                       |
|  | Poza Rica                                      | 2                                              | 1                                              |   | Marina       | X                                    | X                                    |                                      |  |  |                                       |                                       |                                       |
|  |                                                |                                                |                                                |   | Marina       | X                                    | X                                    |                                      |  |  |                                       |                                       |                                       |
|  |                                                | Pase directo                                   | X                                              | X |              |                                      |                                      |                                      |  |  |                                       |                                       |                                       |
|  | --------                                       | Pase directo                                   | X                                              | X | X            | X                                    |                                      |                                      |  |  |                                       |                                       |                                       |
|  | --------                                       |                                                |                                                |   | X            | X                                    |                                      |                                      |  |  |                                       |                                       |                                       |
|  | --------                                       | X                                              | X                                              |   |              |                                      |                                      |                                      |  |  |                                       |                                       |                                       |
|  |                                                |                                                |                                                |   |              |                                      |                                      |                                      |  |  | Marina                                | 0                                     | 1 (4)                                 |
|  |                                                |                                                | Acatlán F.C. (p)                               | 0 | 1 (5)        |                                      |                                      |                                      |  |  |                                       |                                       |                                       |
|  | Acatlán F.C.                                   | 0                                              | 2                                              |   |              |                                      |                                      |                                      |  |  |                                       |                                       |                                       |
|  | Águilas UAS                                    | 1                                              | 0                                              |   |              |                                      |                                      |                                      |  |  |                                       |                                       |                                       |
|  | Águilas UAS                                    | 1                                              | 0                                              |   | Acatlán F.C. | 1                                    | 3                                    |                                      |  |  |                                       |                                       |                                       |
|  |                                                |                                                |                                                |   | Acatlán F.C. | 1                                    | 3                                    |                                      |  |  |                                       |                                       |                                       |
|  |                                                | CDU Uruapan                                    | 0                                              | 0 |              |                                      |                                      |                                      |  |  |                                       |                                       |                                       |
|  | CDU Uruapan (p)                                | CDU Uruapan                                    | 0                                              | 0 | 1            | 1 (6)                                |                                      |                                      |  |  |                                       |                                       |                                       |
|  | CDU Uruapan (p)                                |                                                |                                                |   | 1            | 1 (6)                                |                                      |                                      |  |  |                                       |                                       |                                       |
|  | Córdoba F.C.                                   | 0                                              | 2 (5)                                          |   |              |                                      |                                      |                                      |  |  |                                       |                                       |                                       |

#### Fase 5
| 23 de mayo, 17:00 (UTC -5) | Poza Rica                             | 2:1 (2:0) | Marina       | Estadio Heriberto Jara Corona, Poza Rica, Veracruz                 |                                                                    |
|                            | J. Estopier 15' · I. Ávila 45' (a.g.) | Reporte   | I. Ávila 86' | Asistencia: 7 000 espectadores Árbitro(s): Ramón Guerrero Martínez | Asistencia: 7 000 espectadores Árbitro(s): Ramón Guerrero Martínez |

| 26 de mayo, 12:00 (UTC -5) | Marina                                         | 3:1 (1:0) | Poza Rica   | Estadio Valentín González, Ciudad de México                        |                                                                    |
| | I. Ávila 7' · L. Mendoza 54' · U. Romualdo 68' | Reporte   | F. Tede 84' | Asistencia: 500 espectadores Árbitro(s): Miguel Ángel Anaya Suárez | Asistencia: 500 espectadores Árbitro(s): Miguel Ángel Anaya Suárez |
| Con marcador global de 4-3, Marina avanza de ronda. Por su mejor promedio en la temporada, el equipo clasifica directamente a la final de la categoría. |                                                |           |             |                                                                    |                                                                    |

| 24 de mayo, 19:00 (UTC -6) | Águilas UAS  | 1:0 (1:0) | Acatlán F.C. | Estadio Universitario UAS, Culiacán, Sinaloa                           |                                                                        |
|                            | J. Urías 26' | Reporte   |              | Asistencia: 300 espectadores Árbitro(s): Ismael Rosario López Peñuelas | Asistencia: 300 espectadores Árbitro(s): Ismael Rosario López Peñuelas |

| 27 de mayo, 12:00 (UTC -5)                                | Acatlán F.C.                   | 2:0 (0:0) | Águilas UAS | Club Juárez, Acatlán de Juárez, Jalisco                               |                                                                       |
|                                                           | M. Beltrán 67' · L. Ibarra 79' | Reporte   |             | Asistencia: 1 000 espectadores Árbitro(s): Iván Antonio López Sánchez | Asistencia: 1 000 espectadores Árbitro(s): Iván Antonio López Sánchez |
| Con marcador global de 2-1, Acatlán avanza a semifinales. |                                |           |             |                                                                       |                                                                       |

| 24 de mayo, 16:00 (UTC -5) | Córdoba F.C. | 0:1 (0:0) | CDU Uruapan  | Estadio Rafael Murillo Vidal, Córdoba, Veracruz                    |                                                                    |
|                            |              | Reporte   | E. López 74' | Asistencia: 2 500 espectadores Árbitro(s): Gerardo Mercado Morales | Asistencia: 2 500 espectadores Árbitro(s): Gerardo Mercado Morales |

| 27 de mayo, 16:00 (UTC -5)                                                                                     | CDU Uruapan | 1:2 (0:0) (6:5 p.) | Córdoba F.C.               | Unidad Deportiva Hermanos López Rayón, Uruapan, Michoacán            |                                                                      |
| | J. Peña 87' | Reporte            | E. López 81' · S. Lima 90' | Asistencia: 3 000 espectadores Árbitro(s): Brandon Campillo Martínez | Asistencia: 3 000 espectadores Árbitro(s): Brandon Campillo Martínez |
| Pese a empatar 2-2 en el marcador global, CDU Uruapan avanza a semifinales tras ganar 6-5 en tanda de penales. |             |                    |                            |                                                                      |                                                                      |

#### Semifinal
| 31 de mayo, 16:00 (UTC -5) | CDU Uruapan | 0:1 (0:0) | Acatlán F.C.     | Unidad Deportiva Hermanos López Rayón, Uruapan, Michoacán          |                                                                    |
|                            |             | Reporte   | D. Hernández 59' | Asistencia: 3 000 espectadores Árbitro(s): Eduardo González Flores | Asistencia: 3 000 espectadores Árbitro(s): Eduardo González Flores |

| 3 de junio, 12:00 (UTC -5)                            | Acatlán F.C.                                     | 3:0 (1:0) | CDU Uruapan | Club Juárez, Acatlán de Juárez, Jalisco                            |                                                                    |
|                                                       | D. Flores 33' · M. Beltrán 76' · L. Ibarra 90+3' | Reporte   |             | Asistencia: 1 200 espectadores Árbitro(s): Gerardo Mercado Morales | Asistencia: 1 200 espectadores Árbitro(s): Gerardo Mercado Morales |
| Con marcador global de 4-0, Acatlán avanza a la final |                                                  |           |             |                                                                    |                                                                    |

#### Final
| 7 de junio, 12:00 (UTC -5) | Acatlán F.C. | 0:0 (0:0) | Marina | Instalaciones de la FMF - Cancha 1, Toluca, Estado de México          |                                                                       |
|                            |              | Reporte   |        | Asistencia: 200 espectadores Árbitro(s): Donnet Steffy Molina Sánchez | Asistencia: 200 espectadores Árbitro(s): Donnet Steffy Molina Sánchez |

| 10 de junio, 12:00 (UTC -5) | Marina         | 1:1 (0:1) (4:5 p.) | Acatlán F.C.     | Instalaciones de la FMF - Cancha 4, Toluca, Estado de México       |                                                                    |
| | S. Rodulfo 50' | Reporte            | D. Hernández 34' | Asistencia: 1 000 espectadores Árbitro(s): Ramón Guerrero Martínez | Asistencia: 1 000 espectadores Árbitro(s): Ramón Guerrero Martínez |
| Tras ganar por 4-5 en serie de penales, Acatlán es campeón de la Temporada 2017-18 de la Tercera División de México. Global 1-1 |                |                    |                  |                                                                    |                                                                    |

##### Final - Ida
| 44    | POR   | Alan De Anda    |     |
| 3     | DEF   | Alan Costa      |     |
| 31    | DEF   | Luis Ibarra     |     |
| 16    | DEF   | José Parra      |     |
| 8     | MED   | Marco Beltrán   | 84' |
| 17    | MED   | Orlando García  |     |
| 21    | MED   | Jorge Álvarez   | 65' |
| 42    | MED   | Carlos Silva    |     |
| 43    | MED   | Diego Guzmán    |     |
| 10    | DEL   | Diego Hernández |     |
| 26    | DEL   | Brandon Ornelas | 81' |
| D. T. | D. T. | Julio Álvarez   |     |

| 1     | POR   | Héctor López     |     |
| 4     | DEF   | Cristian Silva   |     |
| 5     | DEF   | Donnovan Lizarde |     |
| 15    | DEF   | Ignacio Ávila    |     |
| 7     | MED   | Uriel Romualdo   |     |
| 9     | MED   | Saúl Rodulfo     | 88' |
| 17    | MED   | Cuauhtémoc Mora  | 72' |
| 19    | MED   | Luis Mendoza     |     |
| 10    | DEL   | David Pérez      |     |
| 24    | DEL   | Ángel Meléndez   |     |
| 25    | DEL   | César Arroyo     |     |
| D. T. | D. T. | José Espinoza    |     |

| 28 | Delantero | Giovanni Rivera | 65' |
| 20 | Delantero | Miguel Beas     | 81' |
| 40 | Delantero | Hugo Castillo   | 84' |

| 20 | Delantero | Carlos Olivares | 72' |
| 23 | Defensa   | Luis Araujo     | 88' |

| Principal  | Donnet Steffy Molina Sánchez               |
| Asistentes | Alejandro de Jesús Martín del Campo Cortés |
|            | Miguel Ángel Durón Martínez                |
| Cuarto     | Ricardo Emmanuel Chávez Sánchez            |

|                    |   |   |
| Tiros              | - | - |
| Tiros a puerta     | - | - |
| Faltas             | - | - |
| Saques de esquina  | - | - |
| Penaltis           | - | - |
| Fueras de juego    | - | - |
| Posesión del balón | % | % |

| Alineación inicial |

| 44    | POR   | Alan De Anda    |     |
| 3     | DEF   | Alan Costa      |     |
| 31    | DEF   | Luis Ibarra     |     |
| 16    | DEF   | José Parra      |     |
| 8     | MED   | Marco Beltrán   | 84' |
| 17    | MED   | Orlando García  |     |
| 21    | MED   | Jorge Álvarez   | 65' |
| 42    | MED   | Carlos Silva    |     |
| 43    | MED   | Diego Guzmán    |     |
| 10    | DEL   | Diego Hernández |     |
| 26    | DEL   | Brandon Ornelas | 81' |
| D. T. | D. T. | Julio Álvarez   |     |

| 1     | POR   | Héctor López     |     |
| 4     | DEF   | Cristian Silva   |     |
| 5     | DEF   | Donnovan Lizarde |     |
| 15    | DEF   | Ignacio Ávila    |     |
| 7     | MED   | Uriel Romualdo   |     |
| 9     | MED   | Saúl Rodulfo     | 88' |
| 17    | MED   | Cuauhtémoc Mora  | 72' |
| 19    | MED   | Luis Mendoza     |     |
| 10    | DEL   | David Pérez      |     |
| 24    | DEL   | Ángel Meléndez   |     |
| 25    | DEL   | César Arroyo     |     |
| D. T. | D. T. | José Espinoza    |     |

| 28 | Delantero | Giovanni Rivera | 65' |
| 20 | Delantero | Miguel Beas     | 81' |
| 40 | Delantero | Hugo Castillo   | 84' |

| 20 | Delantero | Carlos Olivares | 72' |
| 23 | Defensa   | Luis Araujo     | 88' |

| Principal  | Donnet Steffy Molina Sánchez               |
| Asistentes | Alejandro de Jesús Martín del Campo Cortés |
|            | Miguel Ángel Durón Martínez                |
| Cuarto     | Ricardo Emmanuel Chávez Sánchez            |

|                    |   |   |
| Tiros              | - | - |
| Tiros a puerta     | - | - |
| Faltas             | - | - |
| Saques de esquina  | - | - |
| Penaltis           | - | - |
| Fueras de juego    | - | - |
| Posesión del balón | % | % |

| Alineación inicial |

| 44    | POR   | Alan De Anda    |     |
| 3     | DEF   | Alan Costa      |     |
| 31    | DEF   | Luis Ibarra     |     |
| 16    | DEF   | José Parra      |     |
| 8     | MED   | Marco Beltrán   | 84' |
| 17    | MED   | Orlando García  |     |
| 21    | MED   | Jorge Álvarez   | 65' |
| 42    | MED   | Carlos Silva    |     |
| 43    | MED   | Diego Guzmán    |     |
| 10    | DEL   | Diego Hernández |     |
| 26    | DEL   | Brandon Ornelas | 81' |
| D. T. | D. T. | Julio Álvarez   |     |

| 1     | POR   | Héctor López     |     |
| 4     | DEF   | Cristian Silva   |     |
| 5     | DEF   | Donnovan Lizarde |     |
| 15    | DEF   | Ignacio Ávila    |     |
| 7     | MED   | Uriel Romualdo   |     |
| 9     | MED   | Saúl Rodulfo     | 88' |
| 17    | MED   | Cuauhtémoc Mora  | 72' |
| 19    | MED   | Luis Mendoza     |     |
| 10    | DEL   | David Pérez      |     |
| 24    | DEL   | Ángel Meléndez   |     |
| 25    | DEL   | César Arroyo     |     |
| D. T. | D. T. | José Espinoza    |     |

| 28 | Delantero | Giovanni Rivera | 65' |
| 20 | Delantero | Miguel Beas     | 81' |
| 40 | Delantero | Hugo Castillo   | 84' |

| 20 | Delantero | Carlos Olivares | 72' |
| 23 | Defensa   | Luis Araujo     | 88' |

| Principal  | Donnet Steffy Molina Sánchez               |
| Asistentes | Alejandro de Jesús Martín del Campo Cortés |
|            | Miguel Ángel Durón Martínez                |
| Cuarto     | Ricardo Emmanuel Chávez Sánchez            |

|                    |   |   |
| Tiros              | - | - |
| Tiros a puerta     | - | - |
| Faltas             | - | - |
| Saques de esquina  | - | - |
| Penaltis           | - | - |
| Fueras de juego    | - | - |
| Posesión del balón | % | % |

| Alineación inicial |

| 44    | POR   | Alan De Anda    |     |
| 3     | DEF   | Alan Costa      |     |
| 31    | DEF   | Luis Ibarra     |     |
| 16    | DEF   | José Parra      |     |
| 8     | MED   | Marco Beltrán   | 84' |
| 17    | MED   | Orlando García  |     |
| 21    | MED   | Jorge Álvarez   | 65' |
| 42    | MED   | Carlos Silva    |     |
| 43    | MED   | Diego Guzmán    |     |
| 10    | DEL   | Diego Hernández |     |
| 26    | DEL   | Brandon Ornelas | 81' |
| D. T. | D. T. | Julio Álvarez   |     |

| 1     | POR   | Héctor López     |     |
| 4     | DEF   | Cristian Silva   |     |
| 5     | DEF   | Donnovan Lizarde |     |
| 15    | DEF   | Ignacio Ávila    |     |
| 7     | MED   | Uriel Romualdo   |     |
| 9     | MED   | Saúl Rodulfo     | 88' |
| 17    | MED   | Cuauhtémoc Mora  | 72' |
| 19    | MED   | Luis Mendoza     |     |
| 10    | DEL   | David Pérez      |     |
| 24    | DEL   | Ángel Meléndez   |     |
| 25    | DEL   | César Arroyo     |     |
| D. T. | D. T. | José Espinoza    |     |

| 28 | Delantero | Giovanni Rivera | 65' |
| 20 | Delantero | Miguel Beas     | 81' |
| 40 | Delantero | Hugo Castillo   | 84' |

| 20 | Delantero | Carlos Olivares | 72' |
| 23 | Defensa   | Luis Araujo     | 88' |

| Principal  | Donnet Steffy Molina Sánchez               |
| Asistentes | Alejandro de Jesús Martín del Campo Cortés |
|            | Miguel Ángel Durón Martínez                |
| Cuarto     | Ricardo Emmanuel Chávez Sánchez            |

|                    |   |   |
| Tiros              | - | - |
| Tiros a puerta     | - | - |
| Faltas             | - | - |
| Saques de esquina  | - | - |
| Penaltis           | - | - |
| Fueras de juego    | - | - |
| Posesión del balón | % | % |

| Alineación inicial |

##### Final - Vuelta
| 1     | POR   | Héctor López     |      |
| 4     | DEF   | Cristian Silva   |      |
| 5     | DEF   | Donnovan Lizarde |      |
| 15    | DEF   | Ignacio Ávila    |      |
| 17    | MED   | Cuauhtémoc Mora  |      |
| 19    | MED   | Luis Mendoza     | 102' |
| 7     | MED   | Uriel Romualdo   | 66'  |
| 9     | MED   | Saúl Rodulfo     |      |
| 10    | DEL   | David Pérez      |      |
| 25    | DEL   | César Arroyo     | 45'  |
| 24    | DEL   | Ángel Meléndez   |      |
| D. T. | D. T. | José Espinoza    |      |

| 44    | POR   | Alan De Anda    |      |
| 3     | DEF   | Alan Acosta     |      |
| 16    | DEF   | José Parra      | 115' |
| 31    | DEF   | Luis Ibarra     |      |
| 13    | DEF   | Daniel Flores   |      |
| 17    | MED   | Orlando García  |      |
| 8     | MED   | Marco Beltrán   | 108' |
| 33    | MED   | Luis López      |      |
| 42    | MED   | Carlos Silva    | 75'  |
| 43    | MED   | Diego Guzmán    |      |
| 10    | DEL   | Diego Hernández |      |
| D. T. | D. T. | Julio Álvarez   |      |

| 22 | Centrocampista | Enrique Vázquez | 45'  |
| 23 | Defensa        | Luis Araujo     | 66'  |
| 28 | Centrocampista | Edgar Rodríguez | 102' |

| 37 | Defensa   | Edson Rodríguez | 75'  |
| 19 | Delantero | César Jiménez   | 108' |
| 28 | Delantero | Giovanni Rivera | 115' |

| 50' | Saúl Rodulfo | 1:1 |

| 34' | Diego Hernández | 0:1 |

| Sí · No · Sí · Sí · No · Sí · No | Ignacio Ávila Saúl Rodulfo Luis Araujo Héctor López Edgar Rodríguez Cristian Silva Donnovan Lizarde | 1:0 1:0 2:1 2:3 3:3 4:4 4:5 |

| No · Sí · No · Sí · Sí · Sí · Sí | Edgar Rodríguez Luis Ibarra Luis López Diego Guzmán Alan De Anda Diego Hernández Orlando García | 0:0 1:1 2:2 3:3 3:4 4:5 |

| 42' · 90' | Luis Mendoza David Pérez |

| 89' | Marco Beltrán |

| Principal  | Ramón Guerrero Martínez           |
| Asistentes | José Alfredo Jaramillo Gutiérrez  |
|            | Gerardo Abraham García Armendaris |
| Cuarto     | Brandon Campillo Martínez         |

|                    |   |   |
| Tiros              | - | - |
| Tiros a puerta     | - | - |
| Faltas             | - | - |
| Saques de esquina  | - | - |
| Penaltis           | - | - |
| Fueras de juego    | - | - |
| Posesión del balón | % | % |

| Alineación inicial |

| 1     | POR   | Héctor López     |      |
| 4     | DEF   | Cristian Silva   |      |
| 5     | DEF   | Donnovan Lizarde |      |
| 15    | DEF   | Ignacio Ávila    |      |
| 17    | MED   | Cuauhtémoc Mora  |      |
| 19    | MED   | Luis Mendoza     | 102' |
| 7     | MED   | Uriel Romualdo   | 66'  |
| 9     | MED   | Saúl Rodulfo     |      |
| 10    | DEL   | David Pérez      |      |
| 25    | DEL   | César Arroyo     | 45'  |
| 24    | DEL   | Ángel Meléndez   |      |
| D. T. | D. T. | José Espinoza    |      |

| 44    | POR   | Alan De Anda    |      |
| 3     | DEF   | Alan Acosta     |      |
| 16    | DEF   | José Parra      | 115' |
| 31    | DEF   | Luis Ibarra     |      |
| 13    | DEF   | Daniel Flores   |      |
| 17    | MED   | Orlando García  |      |
| 8     | MED   | Marco Beltrán   | 108' |
| 33    | MED   | Luis López      |      |
| 42    | MED   | Carlos Silva    | 75'  |
| 43    | MED   | Diego Guzmán    |      |
| 10    | DEL   | Diego Hernández |      |
| D. T. | D. T. | Julio Álvarez   |      |

| 22 | Centrocampista | Enrique Vázquez | 45'  |
| 23 | Defensa        | Luis Araujo     | 66'  |
| 28 | Centrocampista | Edgar Rodríguez | 102' |

| 37 | Defensa   | Edson Rodríguez | 75'  |
| 19 | Delantero | César Jiménez   | 108' |
| 28 | Delantero | Giovanni Rivera | 115' |

| 50' | Saúl Rodulfo | 1:1 |

| 34' | Diego Hernández | 0:1 |

| Sí · No · Sí · Sí · No · Sí · No | Ignacio Ávila Saúl Rodulfo Luis Araujo Héctor López Edgar Rodríguez Cristian Silva Donnovan Lizarde | 1:0 1:0 2:1 2:3 3:3 4:4 4:5 |

| No · Sí · No · Sí · Sí · Sí · Sí | Edgar Rodríguez Luis Ibarra Luis López Diego Guzmán Alan De Anda Diego Hernández Orlando García | 0:0 1:1 2:2 3:3 3:4 4:5 |

| 42' · 90' | Luis Mendoza David Pérez |

| 89' | Marco Beltrán |

| Principal  | Ramón Guerrero Martínez           |
| Asistentes | José Alfredo Jaramillo Gutiérrez  |
|            | Gerardo Abraham García Armendaris |
| Cuarto     | Brandon Campillo Martínez         |

|                    |   |   |
| Tiros              | - | - |
| Tiros a puerta     | - | - |
| Faltas             | - | - |
| Saques de esquina  | - | - |
| Penaltis           | - | - |
| Fueras de juego    | - | - |
| Posesión del balón | % | % |

| Alineación inicial |

| 1     | POR   | Héctor López     |      |
| 4     | DEF   | Cristian Silva   |      |
| 5     | DEF   | Donnovan Lizarde |      |
| 15    | DEF   | Ignacio Ávila    |      |
| 17    | MED   | Cuauhtémoc Mora  |      |
| 19    | MED   | Luis Mendoza     | 102' |
| 7     | MED   | Uriel Romualdo   | 66'  |
| 9     | MED   | Saúl Rodulfo     |      |
| 10    | DEL   | David Pérez      |      |
| 25    | DEL   | César Arroyo     | 45'  |
| 24    | DEL   | Ángel Meléndez   |      |
| D. T. | D. T. | José Espinoza    |      |

| 44    | POR   | Alan De Anda    |      |
| 3     | DEF   | Alan Acosta     |      |
| 16    | DEF   | José Parra      | 115' |
| 31    | DEF   | Luis Ibarra     |      |
| 13    | DEF   | Daniel Flores   |      |
| 17    | MED   | Orlando García  |      |
| 8     | MED   | Marco Beltrán   | 108' |
| 33    | MED   | Luis López      |      |
| 42    | MED   | Carlos Silva    | 75'  |
| 43    | MED   | Diego Guzmán    |      |
| 10    | DEL   | Diego Hernández |      |
| D. T. | D. T. | Julio Álvarez   |      |

| 22 | Centrocampista | Enrique Vázquez | 45'  |
| 23 | Defensa        | Luis Araujo     | 66'  |
| 28 | Centrocampista | Edgar Rodríguez | 102' |

| 37 | Defensa   | Edson Rodríguez | 75'  |
| 19 | Delantero | César Jiménez   | 108' |
| 28 | Delantero | Giovanni Rivera | 115' |

| 50' | Saúl Rodulfo | 1:1 |

| 34' | Diego Hernández | 0:1 |

| Sí · No · Sí · Sí · No · Sí · No | Ignacio Ávila Saúl Rodulfo Luis Araujo Héctor López Edgar Rodríguez Cristian Silva Donnovan Lizarde | 1:0 1:0 2:1 2:3 3:3 4:4 4:5 |

| No · Sí · No · Sí · Sí · Sí · Sí | Edgar Rodríguez Luis Ibarra Luis López Diego Guzmán Alan De Anda Diego Hernández Orlando García | 0:0 1:1 2:2 3:3 3:4 4:5 |

| 42' · 90' | Luis Mendoza David Pérez |

| 89' | Marco Beltrán |

| Principal  | Ramón Guerrero Martínez           |
| Asistentes | José Alfredo Jaramillo Gutiérrez  |
|            | Gerardo Abraham García Armendaris |
| Cuarto     | Brandon Campillo Martínez         |

|                    |   |   |
| Tiros              | - | - |
| Tiros a puerta     | - | - |
| Faltas             | - | - |
| Saques de esquina  | - | - |
| Penaltis           | - | - |
| Fueras de juego    | - | - |
| Posesión del balón | % | % |

| Alineación inicial |

| 1     | POR   | Héctor López     |      |
| 4     | DEF   | Cristian Silva   |      |
| 5     | DEF   | Donnovan Lizarde |      |
| 15    | DEF   | Ignacio Ávila    |      |
| 17    | MED   | Cuauhtémoc Mora  |      |
| 19    | MED   | Luis Mendoza     | 102' |
| 7     | MED   | Uriel Romualdo   | 66'  |
| 9     | MED   | Saúl Rodulfo     |      |
| 10    | DEL   | David Pérez      |      |
| 25    | DEL   | César Arroyo     | 45'  |
| 24    | DEL   | Ángel Meléndez   |      |
| D. T. | D. T. | José Espinoza    |      |

| 44    | POR   | Alan De Anda    |      |
| 3     | DEF   | Alan Acosta     |      |
| 16    | DEF   | José Parra      | 115' |
| 31    | DEF   | Luis Ibarra     |      |
| 13    | DEF   | Daniel Flores   |      |
| 17    | MED   | Orlando García  |      |
| 8     | MED   | Marco Beltrán   | 108' |
| 33    | MED   | Luis López      |      |
| 42    | MED   | Carlos Silva    | 75'  |
| 43    | MED   | Diego Guzmán    |      |
| 10    | DEL   | Diego Hernández |      |
| D. T. | D. T. | Julio Álvarez   |      |

| 22 | Centrocampista | Enrique Vázquez | 45'  |
| 23 | Defensa        | Luis Araujo     | 66'  |
| 28 | Centrocampista | Edgar Rodríguez | 102' |

| 37 | Defensa   | Edson Rodríguez | 75'  |
| 19 | Delantero | César Jiménez   | 108' |
| 28 | Delantero | Giovanni Rivera | 115' |

| 50' | Saúl Rodulfo | 1:1 |

| 34' | Diego Hernández | 0:1 |

| Sí · No · Sí · Sí · No · Sí · No | Ignacio Ávila Saúl Rodulfo Luis Araujo Héctor López Edgar Rodríguez Cristian Silva Donnovan Lizarde | 1:0 1:0 2:1 2:3 3:3 4:4 4:5 |

| No · Sí · No · Sí · Sí · Sí · Sí | Edgar Rodríguez Luis Ibarra Luis López Diego Guzmán Alan De Anda Diego Hernández Orlando García | 0:0 1:1 2:2 3:3 3:4 4:5 |

| 42' · 90' | Luis Mendoza David Pérez |

| 89' | Marco Beltrán |

| Principal  | Ramón Guerrero Martínez           |
| Asistentes | José Alfredo Jaramillo Gutiérrez  |
|            | Gerardo Abraham García Armendaris |
| Cuarto     | Brandon Campillo Martínez         |

|                    |   |   |
| Tiros              | - | - |
| Tiros a puerta     | - | - |
| Faltas             | - | - |
| Saques de esquina  | - | - |
| Penaltis           | - | - |
| Fueras de juego    | - | - |
| Posesión del balón | % | % |

| Alineación inicial |

| Campeón Tercera División 2017-18 |
| -------------------------------- |
|                                  |
| Acatlán F.C.                     |
| 1° Título                        |

## Liguilla de Filiales

### Clasificación
Para determinar los equipos que clasifican a la Liguilla de Filiales se crea una tabla exclusivamente de equipos filiales sin derecho a ascenso donde se posicionaran de acuerdo al porcentaje que obtengan después de la temporada regular, ya que los equipos juegan diferente cantidad de partidos dependiendo de su grupo.
Este porcentaje se obtiene dividiendo los puntos obtenidos entre la cantidad de partidos jugados; a mayor porcentaje más alto estará el equipo en la tabla. Si dos o más equipos obtienen el mismo porcentaje se tomaran en cuenta los convencionales mecanismos de desempate: Puntos, Diferencia de goles y Goles a Favor.
| Pos. | Equipos                        | PJ | PG | PE | PP | GF  | GC | Dif. | Pts. | Pe | Por. |
| ---- | ------------------------------ | -- | -- | -- | -- | --- | -- | ---- | ---- | -- | ---- |
| 1.   | FC Juárez "B"                  | 24 | 20 | 4  | 0  | 82  | 25 | 57   | 67   | 3  | 2.79 |
| 2.   | Xoloitzcuintles "C"            | 24 | 19 | 3  | 2  | 88  | 30 | 58   | 63   | 3  | 2.62 |
| 3.   | Correcaminos UAT "C"           | 32 | 24 | 5  | 3  | 82  | 29 | 53   | 81   | 4  | 2.53 |
| 4.   | Tigres SD                      | 32 | 21 | 10 | 1  | 88  | 25 | 63   | 78   | 5  | 2.43 |
| 5.   | Mineros de Zacatecas "C"       | 38 | 26 | 5  | 7  | 108 | 41 | 66   | 88   | 5  | 2.31 |
| 6.   | Leones Negros "C"              | 36 | 23 | 8  | 5  | 84  | 30 | 54   | 83   | 6  | 2.30 |
| 7.   | Alebrijes de Oaxaca "B"        | 32 | 19 | 9  | 4  | 56  | 24 | 32   | 72   | 6  | 2.25 |
| 8.   | Pumas "C"                      | 34 | 20 | 8  | 6  | 74  | 25 | 49   | 74   | 6  | 2.17 |
| 9.   | Guadalajara "C"                | 34 | 21 | 6  | 7  | 75  | 33 | 42   | 73   | 4  | 2.16 |
| 10.  | Universidad del Fútbol         | 30 | 18 | 5  | 7  | 52  | 26 | 26   | 62   | 3  | 2.06 |
| 11.  | U. de G. Lagos de Moreno       | 38 | 20 | 7  | 11 | 78  | 64 | 14   | 70   | 3  | 1.84 |
| 12.  | Dorados UACH "B"               | 24 | 13 | 4  | 7  | 49  | 39 | 10   | 44   | 1  | 1.83 |
| 13.  | Celaya FC "C"                  | 34 | 16 | 8  | 10 | 63  | 45 | 18   | 62   | 6  | 1.82 |
| 14.  | Tecos "B"                      | 34 | 15 | 8  | 11 | 51  | 47 | 4    | 57   | 4  | 1.67 |
| 15.  | Atlante "B"                    | 34 | 14 | 11 | 9  | 66  | 49 | 17   | 56   | 3  | 1.64 |
| 16.  | Cadereyta                      | 32 | 15 | 5  | 12 | 56  | 47 | 9    | 51   | 2  | 1.59 |
| 17.  | Cafetaleros "B"                | 30 | 11 | 8  | 11 | 52  | 43 | 9    | 46   | 5  | 1.53 |
| 18.  | Cafetaleros (Formafutintegral) | 34 | 14 | 6  | 14 | 61  | 44 | 17   | 52   | 4  | 1.52 |
| 19.  | Durango "B"                    | 24 | 10 | 4  | 10 | 38  | 31 | 7    | 35   | 1  | 1.45 |
| 20.  | Dorados "C"                    | 34 | 13 | 8  | 13 | 50  | 42 | 8    | 49   | 2  | 1.44 |
| 21.  | Escuela de Fútbol Chivas       | 36 | 11 | 9  | 16 | 48  | 55 | -7   | 47   | 5  | 1.30 |
| 22.  | Cimarrones de Sonora "C"       | 24 | 9  | 2  | 13 | 41  | 56 | -15  | 31   | 2  | 1.29 |
| 23.  | CF Victoria                    | 24 | 7  | 5  | 12 | 36  | 45 | -9   | 29   | 3  | 1.20 |
| 24.  | Carmen F.C.                    | 26 | 5  | 8  | 13 | 27  | 46 | -19  | 28   | 5  | 1.07 |
| 25.  | Dragones de Tabasco            | 26 | 4  | 4  | 18 | 17  | 58 | -41  | 19   | 3  | 0.73 |
| 26.  | CEFO-ALR                       | 36 | 3  | 6  | 27 | 21  | 90 | -69  | 17   | 2  | 0.47 |
| 27.  | Delfines Márquez               | 26 | 1  | 2  | 23 | 21  | 95 | -74  | 5    | 0  | 0.19 |

|  | Clasificado para la Liguilla de Filiales. |
|  | Peor Clasificado.                         |

### Eliminatorias
|  | Cuartos de final                              | Cuartos de final                              | Cuartos de final                              |       |                     | Semifinales                               | Semifinales                               | Semifinales                               |  |  | Final                                | Final                                | Final                                |
|  | 27 y 28 de abril (ida) 4 y 5 de mayo (vuelta) | 27 y 28 de abril (ida) 4 y 5 de mayo (vuelta) | 27 y 28 de abril (ida) 4 y 5 de mayo (vuelta) |       |                     | 11 y 12 de mayo (ida) 18 de mayo (vuelta) | 11 y 12 de mayo (ida) 18 de mayo (vuelta) | 11 y 12 de mayo (ida) 18 de mayo (vuelta) |  |  | 25 de mayo (ida) 1 de junio (vuelta) | 25 de mayo (ida) 1 de junio (vuelta) | 25 de mayo (ida) 1 de junio (vuelta) |
|  |                                               |                                               |                                               |       |                     |                                           |                                           |                                           |  |  |                                      |                                      |                                      |
|  | Tigres SD (p)                                 | 2                                             | 1 (3)                                         |       |                     |                                           |                                           |                                           |  |  |                                      |                                      |                                      |
|  | Zacatecas "C"                                 | 3                                             | 0 (0)                                         |       |                     |                                           |                                           |                                           |  |  |                                      |                                      |                                      |
|  | Zacatecas "C"                                 | 3                                             | 0 (0)                                         |       | Tigres SD (p)       | 3                                         | 0 (5)                                     |                                           |  |  |                                      |                                      |                                      |
|  |                                               |                                               |                                               |       | Tigres SD (p)       | 3                                         | 0 (5)                                     |                                           |  |  |                                      |                                      |                                      |
|  |                                               | Leones Negros "C"                             | 0                                             | 3 (4) |                     |                                           |                                           |                                           |  |  |                                      |                                      |                                      |
|  | Correcaminos "C"                              | Leones Negros "C"                             | 0                                             | 3 (4) | 0                   | 1 (3)                                     |                                           |                                           |  |  |                                      |                                      |                                      |
|  | Correcaminos "C"                              |                                               |                                               |       | 0                   | 1 (3)                                     |                                           |                                           |  |  |                                      |                                      |                                      |
|  | Leones Negros "C" (p)                         | 1                                             | 0 (4)                                         |       |                     |                                           |                                           |                                           |  |  |                                      |                                      |                                      |
|  |                                               |                                               |                                               |       |                     |                                           |                                           |                                           |  |  | Tigres SD                            | 1                                    | 1 (2)                                |
|  |                                               |                                               | UNAM "C" (p)                                  | 1     | 1 (4)               |                                           |                                           |                                           |  |  |                                      |                                      |                                      |
|  | Xoloitzcuintles "C"                           | 4                                             | 2                                             |       |                     |                                           |                                           |                                           |  |  |                                      |                                      |                                      |
|  | Oaxaca "B"                                    | 3                                             | 0                                             |       |                     |                                           |                                           |                                           |  |  |                                      |                                      |                                      |
|  | Oaxaca "B"                                    | 3                                             | 0                                             |       | Xoloitzcuintles "C" | 1                                         | 3                                         |                                           |  |  |                                      |                                      |                                      |
|  |                                               |                                               |                                               |       | Xoloitzcuintles "C" | 1                                         | 3                                         |                                           |  |  |                                      |                                      |                                      |
|  |                                               | UNAM "C"                                      | 3                                             | 2     |                     |                                           |                                           |                                           |  |  |                                      |                                      |                                      |
|  | FC Juárez "B"                                 | UNAM "C"                                      | 3                                             | 2     | 2                   | 1 (3)                                     |                                           |                                           |  |  |                                      |                                      |                                      |
|  | FC Juárez "B"                                 |                                               |                                               |       | 2                   | 1 (3)                                     |                                           |                                           |  |  |                                      |                                      |                                      |
|  | UNAM "C" (p)                                  | 2                                             | 1 (4)                                         |       |                     |                                           |                                           |                                           |  |  |                                      |                                      |                                      |

#### Cuartos de final
| 27 de abril, 11:00 (UTC -5) | UNAM "C"                       | 2:2 (0:0) | FC Juárez "B"                 | La Cantera, Ciudad de México                                    |                                                                 |
|                             | M. Peñalva 76' · A. García 82' | Reporte   | O. Flores 49' · O. Panuco 87' | Asistencia: 250 espectadores Árbitro(s): Pedro Hernández García | Asistencia: 250 espectadores Árbitro(s): Pedro Hernández García |

| 5 de mayo, 11:00 (UTC -6)                                                                                      | FC Juárez "B"                                                     | 1:1 (1:1) (3:4 p.)         | UNAM "C"                                                                                   | Estadio Olímpico Benito Juárez, Ciudad Juárez, Chihuahua                 |                                                                          |
| | J. Salazar 16'                                                    | Reporte                    | C. Ledón 2'                                                                                | Asistencia: 3 000 espectadores Árbitro(s): José Roberto González Robledo | Asistencia: 3 000 espectadores Árbitro(s): José Roberto González Robledo |
| |                                                                   | Tiros desde el punto penal |                                                                                            |                                                                          |                                                                          |
| | - J. Rodríguez - J. Nevarez - J. Salazar - I. Balderas - S. Durán |                            | Fallo de penal · Acierto de penal · Acierto de penal · Acierto de penal · Acierto de penal |                                                                          |                                                                          |
| Pese a empatar 3-3 en el marcador global, UNAM "C" avanza a semifinales tras ganar 4-3 en la tanda de penales. |                                                                   |                            |                                                                                            |                                                                          |                                                                          |

| 28 de abril, 11:00 (UTC -5) | Leones Negros "C" | 1:0 (1:0) | Correcaminos "C" | Club Deportivo La Primavera U. de G., Zapopan, Jalisco                 |                                                                        |
|                             | F. Rábago 23'     | Reporte   |                  | Asistencia: 100 espectadores Árbitro(s): Edwin Eduardo Morfín Verduzco | Asistencia: 100 espectadores Árbitro(s): Edwin Eduardo Morfín Verduzco |

| 5 de mayo, 11:00 (UTC -5)                                                                                           | Correcaminos "C" | 1:0 (0:0) (3:4 p.) | Leones Negros "C" | Estadio Marte R. Gómez, Ciudad Victoria, Tamaulipas                  |                                                                      |
| | C. Blanco 75'    | Reporte            |                   | Asistencia: 1 000 espectadores Árbitro(s): Josué Antonio Zuárez Rico | Asistencia: 1 000 espectadores Árbitro(s): Josué Antonio Zuárez Rico |
| Pese a empatar 1-1 en el marcador global, Leones Negros "C" avanza a semifinales tras ganar 4-3 en tanda de penales |                  |                    |                   |                                                                      |                                                                      |

| 28 de abril, 16:00 (UTC -5) | Oaxaca "B"                                        | 3:4 (3:3) | Xoloitzcuintles "C"                               | Estadio Alberto Pérez Navarro, Huixquilucan de Degollado, Estado de México |                                                                    |
|                             | A. Juárez 8' · J. Sánchez 18' · J. Torquemada 33' | Reporte   | K. Monge 10' · C. Miranda 16', 25' · L. Ramos 83' | Asistencia: 100 espectadores Árbitro(s): Tomás Jair Salazar Rivera         | Asistencia: 100 espectadores Árbitro(s): Tomás Jair Salazar Rivera |

| 4 de mayo, 20:00 (UTC -7)                                           | Xoloitzcuintles "C" | 2:0 (2:0) | Oaxaca "B" | Cancha Sauceda Aarón Gamal, Hermosillo, Sonora                           |                                                                          |
|                                                                     | L. Ramos 19', 30'   | Reporte   |            | Asistencia: 200 espectadores Árbitro(s): Adrián Alberto Gutiérrez Ibarra | Asistencia: 200 espectadores Árbitro(s): Adrián Alberto Gutiérrez Ibarra |
| Con marcador global de 6-3, Xoloizcuintles "C" avanza a semifinales |                     |           |            |                                                                          |                                                                          |

| 27 de abril, 11:00 (UTC -5) | Zacatecas "C"                      | 3:2 (1:2) | Tigres SD           | Unidad Deportiva Guadalupe, Guadalupe, Zacatecas              |                                                               |
|                             | C. Casas 4', 70' · Y. Iglecias 68' | Reporte   | S. Treviño 27', 43' | Asistencia: 200 espectadores Árbitro(s): Oziel Méndez de Anda | Asistencia: 200 espectadores Árbitro(s): Oziel Méndez de Anda |

| 5 de mayo, 11:15 (UTC -5)                                                                                    | Tigres SD      | 1:0 (1:0) (3:0 p.) | Zacatecas "C" | Instalaciones de Zuazua, General Zuazua, Nuevo León                  |                                                                      |
| | A. Acevedo 31' | Reporte            |               | Asistencia: 100 espectadores Árbitro(s): Kevin Kober Contreras Reyes | Asistencia: 100 espectadores Árbitro(s): Kevin Kober Contreras Reyes |
| Pese a empatar 3-3 en el marcador global, Tigres SD avanza a semifinales tras ganar 3-0 en tanda de penales. |                |                    |               |                                                                      |                                                                      |

#### Semifinales
| 11 de mayo, 11:00 (UTC -5) | UNAM "C"                              | 3:1 (1:1) | Xoloitzcuintles "C" | La Cantera, Ciudad de México                                          |                                                                       |
|                            | E. Montejano 24', 71' · A. García 75' | Reporte   | I. Tona 41'         | Asistencia: 200 espectadores Árbitro(s): Gamaliel Dasaed Vite Sánchez | Asistencia: 200 espectadores Árbitro(s): Gamaliel Dasaed Vite Sánchez |

| 18 de mayo, 20:00 (UTC -7)                               | Xoloitzcuintles "C"                          | 3:2 (1:0) | UNAM "C"                            | Cancha Sauceda Aarón Gamal, Hermosillo, Sonora                         |                                                                        |
|                                                          | S. López 36' · I. Tona 61' · C. Alcantar 85' | Reporte   | E. Montejano 46' · J. Rodríguez 63' | Asistencia: 733 espectadores Árbitro(s): José Roberto González Robledo | Asistencia: 733 espectadores Árbitro(s): José Roberto González Robledo |
| Con marcador global dde 5-4, UNAM "C" avanza a la final. |                                              |           |                                     |                                                                        |                                                                        |

| 12 de mayo, 11:00 (UTC -5) | Leones Negros "C" | 0:3 (0:2) | Tigres SD                            | Club Deportivo La Primavera U. de G., Zapopan, Jalisco                |                                                                       |
|                            |                   | Reporte   | S. Treviño 20', 62' · A. Acevedo 42' | Asistencia: 200 espectadores Árbitro(s): Vicente Jassiel Reynoso Arce | Asistencia: 200 espectadores Árbitro(s): Vicente Jassiel Reynoso Arce |

| 18 de mayo, 10:00 (UTC -5)                                                                                | Tigres SD | 0:3 (0:1) (5:4 p.) | Leones Negros "C"                          | Instalaciones de Zuazua, General Zuazua, Nuevo León                    |                                                                        |
| |           | Reporte            | A. Murillo 32' · A. Díaz 46' · E. Ruiz 89' | Asistencia: 100 espectadores Árbitro(s): Jorge Alejandro Martínez Loya | Asistencia: 100 espectadores Árbitro(s): Jorge Alejandro Martínez Loya |
| Pese a empatar 3-3 en el marcador global, Tigres SD avanza a la final tras ganar 5-4 en tanda de penales. |           |                    |                                            |                                                                        |                                                                        |

#### Final
| 25 de mayo, 11:00 (UTC -5) | UNAM "C"       | 1:1 (1:0) | Tigres SD    | La Cantera, Ciudad de México                                          |                                                                       |
|                            | J. Ramírez 19' | Reporte   | J. Garza 74' | Asistencia: 500 espectadores Árbitro(s): Priscila Eritzel Pérez Borja | Asistencia: 500 espectadores Árbitro(s): Priscila Eritzel Pérez Borja |

| 1 de junio, 10:00 (UTC -5) | Tigres SD      | 1:1 (0:1) (2:4 p.) | UNAM "C"         | Instalaciones de Zuazua, General Zuazua, Nuevo León             |                                                                 |
| | S. Treviño 68' | Reporte            | E. Montejano 23' | Asistencia: 300 espectadores Árbitro(s): Harold Rodríguez Pérez | Asistencia: 300 espectadores Árbitro(s): Harold Rodríguez Pérez |
| Pese a empatar 2-2 en el marcador global, UNAM "C" es campeón de Filiales de la Temporada 2017-18 tras ganar 4-2 en tanda de penales. |                |                    |                  |                                                                 |                                                                 |

| Campeón Tercera División 2017-18 (filiales) |
| ------------------------------------------- |
|                                             |
| UNAM                                        |
| 1° Título                                   |

## Estadísticas

### Tabla de goleo general
Fecha de actualización: 22 de abril de 2018
Datos según la página oficial Archivado el 16 de abril de 2021 en Wayback Machine.
|      | Jugador                | Equipo                    | Goles | Minutos |
| ---- | ---------------------- | ------------------------- | ----- | ------- |
| 1.º  | José Ángel Espinoza    | Canamy FC                 | 45    | 3001    |
| 2.º  | Esteban Torres         | Albinegros                | 40    | 2875    |
| 3.º  | Jorjan Pérez           | Reales de Puebla          | 39    | 2979    |
| 4.º  | Sergio Eduardo Rivera  | Atlético San Francisco    | 37    | 3236    |
| 5.º  | Eduardo López          | CDU Uruapan               | 35    | 2830    |
| 6.º  | Alan Vicente Delgado   | Azules de la Sección 26   | 32    | 2669    |
| 7.º  | Diego Guadalupe Medina | Tepatitlán de Morelos "B" | 31    | 2755    |
| 8.º  | Carlos Antonio Casas   | Mineros de Zacatecas "C"  | 30    | 2015    |
| 9.º  | Billy Uriel Espinosa   | Sultanes de Tamazunchale  | 29    | 2712    |
| 10.º | Diego Raudel Padilla   | Aves Blancas              | 28    | 2861    |